# Cuestión de las islas Malvinas
La cuestión de las Islas Malvinas es el litigio que la República Argentina y el Reino Unido de Gran Bretaña e Irlanda del Norte sostienen por la soberanía de las Islas Malvinas y su mar adyacente, archipiélago que se encuentra en el océano Atlántico suroccidental a 341 km de las costas de la Patagonia. Las Malvinas se hallan dentro de la plataforma continental de América del Sur, rodeadas por el mar epicontinental que Argentina denomina mar Argentino. El primer desembarco registrado en las islas fue en 1690 por el marinero inglés John Strong. Desde 1820 hasta 1833 las islas estuvieron bajo soberanía de las Provincias Unidas del Río de la Plata, año en el que el Reino Unido las ocupa.
Argentina reivindica derechos sobre las islas y exige la transferencia de soberanía, considerándolas parte integral e indivisible de su territorio, manteniendo que las ha heredado de España tras la emancipación ocurrida el 25 de mayo de 1810. El Reino Unido también reclama que las islas forman parte de su territorio legítimo por otros motivos.
En cuanto a la población de las islas, de origen británico mayoritario, reclaman que se aplique el derecho de autodeterminación y han dicho por referéndum en 2013 que son británicos y que quieren continuar siendo así. En cuanto a la población, Argentina los reconoce como británicos pero aclara que la disputa es solo del territorio.
A criterio de las Naciones Unidas se trata de un territorio en litigio que incluye en la lista de territorios no autónomos bajo supervisión del Comité de Descolonización.

## Antecedentes
El Reino Unido de Gran Bretaña e Irlanda tomó mediante la fuerza el archipiélago en 1833, cuando las islas estaban en posesión argentina; anteriormente habían pertenecido al Reino Unido, Francia y España, con asentamientos balleneros efímeros británicos y españoles que duraron hasta fines del siglo XVIII; el último asentamiento británico duró hasta 1774, cuando todos los colonos volvieron al Reino Unido por motivo de falta de recursos. Argentina se declaró independiente de España en 1816, como continuidad jurídica del Reino de España en la región del Virreinato del Río de la Plata. El gobierno argentino tomó posesión formal de las Malvinas el 6 de noviembre de 1820. En 1823 el gobierno de Buenos Aires entregó a Luis Vernet la concesión para el aprovechamiento del ganado vacuno y el de los lobos marinos de la Isla Soledad, que comenzó el 1826. El 10 de junio de 1829 fue nombrado Primer Comandante Político Militar en las Islas Malvinas, incluyendo las islas adyacentes al Cabo de Hornos en el océano Atlántico, «teniendo en cuenta las condiciones que reúne», incluyendo la isla Grande de Tierra del Fuego, bajo el pabellón argentino. Se comprometió a hacer cumplir la legislación argentina, cuidar sus costas y los reglamentos de pesca vigentes. Construyó un fuerte y se proveyó de algunos cañones para defensa del lugar. La designación de Vernet la realizó el entonces gobernador de Buenos Aires, Martín Rodríguez, con el asesoramiento del jurista Salvador María del Carril. Rodríguez designó a Vernet comandante de las Islas Malvinas, las islas adyacentes al Cabo de Hornos y la isla Grande de Tierra del Fuego. En 1833 los británicos expulsaron a los oficiales argentinos viviendo allí; sin embargo, la mayoría de la población gaucha permaneció. 12 individuos eligieron quedarse en las islas y se unieron a los primeros colonos británicos, formando el núcleo de la población malvinera actual.
El largo diferendo por la soberanía territorial devino en 1982 en la guerra de las Malvinas, en la que las islas constituyeron el principal teatro de operaciones. En febrero de 1990 Argentina y el Reino Unido restablecieron las relaciones diplomáticas, que habían sido interrumpidas en abril de 1982, mediante la adopción de una fórmula de salvaguardia de soberanía sobre las islas Malvinas, Georgias del Sur y Sandwich del Sur y los espacios marítimos circundantes, llamada «paraguas de soberanía». Esta fórmula se aplica a todas las reuniones bilaterales sobre aspectos prácticos vinculados a Malvinas, así como a las declaraciones y actos de las partes o de terceros que tengan lugar como consecuencia de lo convenido en las reuniones.
Los habitantes de las islas Malvinas son desde 1983 ciudadanos británicos de pleno derecho. Después de la guerra de 1982, el Reino Unido ha incrementado su presencia militar en la zona construyendo una base aérea, RAF Mount Pleasant, para que pudieran aterrizar cazabombarderos y como aeropuerto para comunicar las islas con otros lugares en menos tiempo. Dignatarios británicos visitan las islas regularmente para mostrar su apoyo. También, desde 1999, se ha autorizado un vuelo semanal desde Punta Arenas (Chile) mediante LAN Chile, con la anuencia del gobierno argentino, haciendo escala una vez al mes en Río Gallegos.

## La disputa sobre el descubrimiento

### El descubrimiento como método de adquisición de propiedad
El descubrimiento como método válido de adquisición de la propiedad de un territorio era reconocido por el derecho internacional desde fines del siglo XV y durante todo el siglo XVI como una manera de adquirir el dominio eminente de un territorio sobre el que no se había hecho una ocupación formal. Durante los siglos XVII y XVIII se consideró que el mero descubrimiento no era suficiente y se exigió que estuviera acompañado por la ocupación efectiva dentro de un tiempo razonable luego del descubrimiento. De esa forma, el descubrimiento pasó a ser un título incoado en espera de su perfeccionamiento mediante el acto de ocupación, lo cual de no ocurrir revertía a una situación de res nullius.

### El descubrimiento de las islas según el Reino Unido
El Reino Unido sostuvo, y formalmente aún sostiene, que el primer europeo en avistar las islas fue el capitán John Davis, al mando del navío Desire después de que desertara de la expedición corsaria de Thomas Cavendish, el 14 de agosto de 1592. Sin embargo no describió ni fijó las coordenadas del presunto hallazgo, solo ubicó a las islas en relación con la costa y al estrecho de Magallanes.

### El descubrimiento de las islas según España
Existen una treintena de mapas confeccionados previamente a esa fecha en donde es posible ver islas que pueden ser las Malvinas. Aunque no hay certeza plena sobre qué expedición avistó por primera vez las Malvinas y su identificación en algunos mapas es dudosa, hay suficiente evidencia para afirmar que ya habían sido avistadas antes de 1592.
Las expediciones a las que se ha atribuido el descubrimiento son las siguientes:
- Américo Vespucio en un viaje al servicio de Portugal iniciado en Lisboa en mayo de 1501 dirigido por Gonzalo Coelho.[26][27]
- La abundante cartografía inmediatamente posterior a 1520 sugiere que las Malvinas fueron avistadas por miembros de la expedición de Fernando de Magallanes, al servicio del rey de España. La versión más difundida afirma que el descubridor del archipiélago fue Esteban Gómez, piloto de la nave San Antón o San Antonio, cuyo nombre dio origen al de las islas. Tras sublevarse contra Magallanes el 1 de noviembre de 1520, Gómez regresó a España por la ruta de Guinea.[28]
- Expedición de García Jofre de Loaisa en 1525. El capitán Pedro de Vera, con la nave Anunciada, desertó de la expedición a la altura del río Santa Cruz, con el propósito de navegar hacia las Molucas por el cabo de Buena Esperanza, pero no volvió a saberse nada de esta nave. Por la ruta que debió tomar, algunos historiadores han creído que pudo avistar las islas Malvinas.[29]
- La nave San Pedro, al mando de Rodrigo Martínez, de la expedición española de Simón de Alcazaba y Sotomayor, avistó unas islas a principios de 1535, que pueden haber sido las Malvinas.[30]
- Alonso de Camargo, que comandaba la expedición que había sido armada por su pariente Gutierre de Vargas y Carvajal (obispo católico de Plasencia), a bordo de la nave Incógnita, hizo toma de posesión del archipiélago para España el 4 de febrero de 1540, y luego invernó en las islas para finalmente partir de regreso a España en diciembre. La cartografía del estrecho que figura en el mapa XV del atlas Islario de Alonso de Santa Cruz, publicado poco después del retorno de Camargo (1541), incorpora esas dos pequeñas islas, ubicadas aproximadamente a unas sesenta leguas al este y en línea paralela al estrecho.[31][32][33]

### Primer avistaje inobjetable
El primer avistaje de las Malvinas que no tiene objeciones y que fue fehacientemente acreditado en la cartografía inmediatamente posterior fue realizado por el capitán neerlandés Sebald de Weert, quien avistara las Islas Sebaldes (parte del archipiélago de las Malvinas), razón por la que los mapas neerlandeses mantuvieron hasta fines del siglo XIX la denominación islas Sebald o Sebaldinas para las Malvinas. El 24 de enero de 1600 avistó tres islas sobre la latitud 50° 40' S y a 60 leguas neerlandesas de la costa (equivalentes a 70 leguas españolas). De Weert no intentó desembarcar, pues su nave había perdido todos sus botes en la borrasca.
Llegaron a Países Bajos el 14 de julio de 1600 y a partir de entonces las islas se encuentran en los mapas náuticos de ese país.

## Argumentos argentinos respecto a sus derechos de soberanía
Argentina sustenta sus derechos sobre las islas sobre la base de consideraciones geográficas, históricas y jurídicas, las cuales son:

### Derechos geográficos
- Continuidad geográfica. De acuerdo a la opinión de Argentina las islas Malvinas tienen continuidad geológica con su territorio continental emergiendo frente a sus costas a menos de 400 km como parte de la plataforma continental patagónica. Este argumento de la continuidad geográfica con el continente ha sido utilizado por la corona de España cuando Bougainville les entregó las islas en 1766, quien expresó que España las había reivindicado como una dependencia del continente de la América meridional. También aparece en el decreto del gobierno de Buenos Aires del 10 de junio de 1829: [...] hallándose justificada aquella posesión por el derecho de primer ocupante, por el consentimiento de las principales potencias marítimas de Europa y por la adyacencia de estas islas al continente que formaba el Virreynato de Buenos-Ayres, de cuyo Gobierno dependían. [...].[36]

### Derechos históricos
- España había basado sus derechos sobre las bulas Inter caetera y Dudum siquidem del papa Alejandro VI en 1493, y en el Tratado de Tordesillas.
- Las islas habían sido avistadas por un buque de Fernando de Magallanes en su viaje de la vuelta al mundo, antes del supuesto descubrimiento atribuido a John Davis en 1592, en épocas en que el mero descubrimiento otorgaba derechos de dominio eminente. Las islas fueron una herencia colonial de España hacia Argentina.

### Argumentos argentinos respecto a sus derechos de soberanía
- Tanto España como Argentina efectuaron una «ocupación efectiva» de las islas, principio que el Reino Unido y los principales países europeos reconocían entonces como título esencial para la adquisición de la soberanía territorial.
- La ocupación británica de Puerto Egmont (1765-1774) fue:
  - ilícita, por ser violatoria de los tratados vigentes;
  - clandestina, por haber permanecido oculta hasta su descubrimiento por parte de los españoles;
  - tardía, porque ocurrió con posterioridad a la ocupación francesa;
  - contestada, porque España opuso resistencia y reservó sus derechos;
  - parcial, porque se redujo a Puerto Egmont, mientras que España poseía Puerto Soledad y todo el archipiélago;
  - breve, porque sólo duró ocho años;
  - precaria, al ser abandonada en 1774.[37]
- España, al devolver Puerto Egmont en 1771, lo ha hecho como un mero acto de reparación y formulando explícita reserva de sus derechos de soberanía sobre todo el archipiélago[38] y Gran Bretaña no hizo reserva alguna de su supuesta soberanía.
- Gran Bretaña abandonó su asentamiento en 1774. En 1777, España destruyó los símbolos dejados allí por los británicos, sin que estos hicieran protesta alguna sobre sus derechos, lo que se interpreta como abandono de la pretensión británica.
- Gran Bretaña se obligó a no formar ningún establecimiento en las costas tanto orientales como occidentales de América del Sur y en las islas adyacentes ya ocupadas por España, estando incluidas las Islas Malvinas, en virtud del artículo 6.º del Tratado de San Lorenzo, firmado el 28 de octubre de 1790.[39]
- Argentina heredó, con su emancipación, los derechos de España sobre las Malvinas en virtud del principio uti possidetis iuris, por lo que ejerció un «dominio eminente» desde la Revolución de Mayo de 1810, cuando Argentina comenzó a gobernarse con sus propias autoridades y a dictarse sus propias leyes de forma totalmente independiente de la Corona Española.
- El uti possidetis iuris es un principio general del derecho internacional y, como tal, puede aplicarse contra cualquier potencia colonizadora en cualquier parte del mundo. La Corte Internacional de Justicia, en el Asunto del Diferendo Fronterizo entre Burkina Faso y Mali,[40] fallo del 22 de diciembre de 1986, sostuvo, con respecto al uti possidetis iuris, que “el principio no es una norma especial que se refiera únicamente a un sistema específico de derecho internacional, sino que es un principio de alcance general, conectado lógicamente al fenómeno de la obtención de la independencia, dondequiera que ocurra” (párrafo 20 del fallo). Además, dicha Corte Internacional expresó, refiriéndose al uti possidetis iuris, que “Su propósito, en el momento de la conquista de la independencia por las antiguas colonias españolas de América, era frustrar los designios que las potencias colonizadoras no americanas pudieran tener sobre regiones que habían sido asignadas por el antiguo Estado metropolitano a una división u otra, pero que aún estaban deshabitadas o inexploradas” y “El uti possidetis, como principio que erigió las antiguas delimitaciones, establecidas durante el período colonial, en fronteras internacionales, es, por tanto, un principio de tipo general que está lógicamente conectado con esta forma de descolonización dondequiera que se produzca” (párrafo 23 del fallo). Esta Corte Internacional aclaró que “Los límites territoriales con los que se trata de asegurar el respeto también pueden resultar de que las fronteras internacionales hayan formado una separación entre la colonia de un Estado y la colonia de otro Estado, o entre el territorio de una colonia y el de un Estado independiente, o de un Estado sujeto a protectorado, pero que ha conservado su personalidad internacional. No hay duda de que la obligación de respetar las fronteras internacionales preexistentes en caso de sucesión de Estados deriva de una norma general de derecho internacional, esté o no expresada en la fórmula uti possidetis” (Párrafo 24 del Fallo). Por tal motivo, el uti possidetis iuris no es un principio regional aplicable únicamente entre las colonias hispanoamericanas.
- El uti possidetis iuris otorga precedencia al título jurídico sobre la posesión efectiva como base de la soberanía. Así lo estableció la Corte Internacional de Justicia en el Asunto del Diferendo Fronterizo entre Burkina Faso y Mali al expresar que “Cuando el acto no se corresponda con la ley, cuando el territorio objeto de la controversia sea administrado efectivamente por un Estado distinto al que posee el título legal, se debe dar preferencia al poseedor del título” (párrafo 63 del fallo).[40]
- El Reino Unido no efectuó protesta ni reserva alguna cuando las Provincias Unidas del Río de la Plata tomaron posesión efectiva de las islas el 6 de noviembre de 1820. Ni lo hizo el 15 de diciembre de 1823, cuando reconoció a las Provincias Unidas, ni tampoco cuando firmó con ellas el Tratado de Amistad, Comercio y Navegación del 2 de febrero de 1825. En el Derecho Internacional, la falta de protesta o reserva implica aquiescencia o reconocimiento tácito de la soberanía ejercida por otro Estado.[41][42][43][44] La primera nota de protesta del gobierno británico fue presentada el 19 de noviembre de 1829 de forma tardía y restringida, porque el Reino Unido sabía de los actos anteriores de poder público sobre las islas realizados por el gobierno de Buenos Aires entre 1820 y 1829 y solamente se limitó a protestar contra el Decreto del 10 de junio de 1829 de creación de la Comandancia Política y Militar de las Islas Malvinas y Adyacentes al Cabo de Hornos en el Mar Atlántico.[45][46]
- El Reino Unido ocupó las islas por la fuerza en 1833, expulsando a sus autoridades y pobladores y no permitiendo su retorno, vulnerando así la integridad territorial argentina. Esta usurpación viola la Resolución A/RES/1514 (XV) de las Naciones Unidas, relativa a la Declaración sobre la Concesión de la Independencia a los Países y Pueblos Coloniales, la cual establece en su párrafo sexto que “Todo intento encaminado a quebrar total o parcialmente la unidad nacional y la integridad territorial de un país es incompatible con los propósitos y principios de la Carta de las Naciones Unidas”.[47]
- El principio de autodeterminación de los pueblos no es aplicable al caso de las Islas Malvinas, ya que sus habitantes no se diferencian del pueblo de la potencia colonizadora, siendo descendientes de los pobladores británicos trasplantados en el siglo XIX tras expulsar por la fuerza a la población argentina que vivía en el lugar. Por tal razón, los habitantes de las Malvinas no son un pueblo “sojuzgado”, “dominado” o “subyugado” por una potencia colonial extranjera. La Resolución A/RES/1514 (XV) de la Asamblea General de las Naciones Unidas dispone que “La sujeción de pueblos a una subyugación, dominación y explotación extranjeras constituye una denegación de los derechos humanos fundamentales, es contraria a la Carta de las Naciones Unidas y compromete la causa de la paz y de la cooperación mundiales”.[47]
- La invasión de 1833 fue ilegal ante el Derecho de Gentes y violó los artículos 4.º y 6.º del Tratado de San Lorenzo (Primera Convención de Nutka),[39] firmada el 28 de octubre de 1790. Ha violado también otros tratados firmados por Reino Unido que reconocían a España sus derechos en América del Sur y a la exclusividad de navegación en el Atlántico Sur: Tratado Americano de 1670[48] y la Paz de Utrecht de 1713, junto con los tratados posteriores que la ratificaron.[49]
- La usurpación británica de 1833 no puede convalidarse por el transcurso del tiempo, ni por ningún otro medio sin el consentimiento del Estado perjudicado, porque un acto ilícito o ilegal no puede crear derecho al que infringe una norma. Ello es así en virtud de la regla “Ex iniuria ius non oritur” (Del ilícito no nace el derecho). Argentina protestó contra la usurpación el 17 de junio de 1833 y continuó protestando y haciendo reservas de su soberanía en 1841, 1849, 1884, 1887, 1888, 1908, 1919, 1926, 1927, 1928, 1933, 1937, 1938, 1939, 1946 y luego todos los años posteriores en la ONU.[50][51]
- La regla “Ex facto ius oritur” (Del hecho nace el derecho) no es aplicable al caso Malvinas, porque la regla se refiere a un hecho lícito o legal. Por tal motivo, esta regla es aplicable solamente cuando la posesión se ejerce sobre una tierra sin dueño o terra nullius para crear derecho posesorio en beneficio del poseedor.
- Argentina no abandonó su reivindicación sobre las Islas Malvinas con la firma del Tratado Arana-Southern,[52] del 24 de noviembre de 1849. Ello es así, por cuanto el objeto y fin del mencionado Tratado surgen claramente de su artículo 1.º, que dice: “Habiendo el gobierno de S. M. B., animado del deseo de poner fin á las diferencias que han interrumpido las relaciones políticas y comerciales entre los dos países, levantado el día 15 de Julio de 1847, el bloqueo que había establecido en los puertos de las dos repúblicas del Plata, dando así una prueba de sus sentimientos conciliatorios, al presente se obliga con el mismo espíritu amistoso, á evacuar definitivamente la isla de Martín García, á devolver los buques de guerra argentinos que están en su posesión, tanto como sea posible, en el mismo estado en que fueron tomados, y á saludar al pabellón de la Confederación Argentina con veintiún tiros de cañón”. Las “diferencias que han interrumpido las relaciones políticas y comerciales entre los dos países” que menciona el artículo 1.º eran las surgidas por la intervención británica en el Río de la Plata, poner término al bloqueo y a resolver la cuestión de la navegación de los ríos. La cuestión Malvinas no había interrumpido jamás las relaciones políticas y comerciales entre Argentina y el Reino Unido. En todo el texto del Tratado, no hay mención alguna a las Islas Malvinas, ni implícita, ni explícitamente. El resto de los artículos del Tratado se refiere siempre al bloqueo británico del Río de la Plata.[53]

## Argumentos británicos respecto a sus derechos de soberanía
El gobierno argentino planteó el tema de la Organización de las Naciones Unidas en un subcomité del Comité Especial de Descolonización en relación con la implementación de la Declaración de la ONU del Otorgamiento de Independencia a los Países y las Poblaciones Coloniales. Como respuesta, el representante británico del Comité declaró que el gobierno británico sostuvo que la cuestión de soberanía de las islas no era negociable. Tras una denuncia del Comité Especial, la Resolución 2065 fue aprobada el 16 de diciembre de 1965, en la Asamblea General. En su preámbulo, se refirió al objetivo valioso de las ONU «de concluir el colonialismo en todas los sitios», e invitó a ambas naciones a proseguir con las negociaciones para encontrar una solución pacífica, teniendo en cuenta «los intereses de la población de las Islas Malvinas (Falkland Islands)».
En enero de 1966 el Secretario de Estado de Asuntos Exteriores británico, Michael Stewart, visitó Buenos Aires donde se reunió con una delegación argentina, tras lo cual una reunión preliminar se llevó a cabo en Londres en julio del mismo año, donde la delegación británica «rechazó formalmente» la sugerencia del embajador argentino de que la ocupación británica del archipiélago era ilegal.
El 2 de diciembre de 1980, el ministro del Estado de Asuntos Exteriores, Nicholas Ridley, expuso en la Cámara de los Comunes del Reino Unido: «No tenemos ninguna duda sobre nuestra soberanía de las Islas Malvinas [...] Tenemos un título perfectamente válido». El gobierno británico considera el derecho de los isleños a la autodeterminación como «primordial» y rechaza la idea de negociaciones sobre la soberanía sin el consentimiento de los isleños.
Los simpatizantes de la posición británica sostienen:
- Que la autodeterminación es un derecho universal, consagrado en la Carta de las Naciones Unidas, y se aplica a la situación de las Islas Malvinas.[58][59]
- Que el referéndum de 2013, en el cual 99,8 % de los votos fueron de permanecer como un territorio británico de ultramar, con una participación de 92 % del electorado, fue un ejercicio de autodeterminación.[7][8][9]
- Que Gran Bretaña reclamó y fijó su reclamo en 1765, antes de que existiera Argentina.[60]
- Que Gran Bretaña abandonó su asentamiento en 1774 debido a presiones económicas, pero dejó una placa que probó que no se había renunciado a la soberanía.[60]
- Que el Tratado Arana-Southern de 1849 resolvió todas las disputas entre el Reino Unido y la Argentina, incluidas las Malvinas, y que Argentina no planteó el tema por los próximos 34 años hasta 1884.[61]
- Que el uti possidetis iuris «no es un principio de la ley internacional aceptado universalmente» y Argentina no pudo heredar las islas al independizarse en 1816, ya que España no había tenido control de facto desde 1811.[62]
- Que los intentos argentinos de colonizar las islas habrían sido esporádicos e inefectivos, y no había poblaciones indígenas ni habitantes antes del asentamiento británico.[59]
- Que las islas han sido ocupadas continuamente y pacíficamente por el Reino Unido desde 1833, con la excepción de «dos meses de ocupación ilegal» por Argentina en 1982.[59]
- Que los colonos del intento de Luis Vernet no fueron expulsados, sino invitados a quedarse. Algunos, como Antonina Roxa y Gaucho Rivero, lo hicieron.[61]
- Que las resoluciones del Comité Especial de Descolonización de la ONU que exigen negociaciones «son defectuosas porque no hacen mención del derecho de los isleños a elegir su propio futuro».[59]
- Que el Tratado de Lisboa de 2009 de la Unión Europea ratificó que las Islas Malvinas son del Reino Unido en un momento en el que el país formaba parte de la unión.[56][63][64]

### Constitución de las Islas Malvinas
La Constitución de las Islas Malvinas, que entró en vigor el 1 de enero de 2009, reclamó el derecho de autodeterminación, mencionando específicamente sobre asuntos políticos, económicos, culturales y otros.

## Exposiciones argentinas

### Creación de la Comandancia de las Malvinas
En los considerandos del decreto del 10 de junio de 1829 (de creación de la Comandancia de las Malvinas), se hizo la primera exposición importante sobre los derechos argentinos a las Malvinas:

Cuando por la gloriosa revolución del 25 de mayo de 1810 se separaron estas provincias de la dominación de la Metrópoli, la España tenía una posesión material en las islas Malvinas, y de todas las demás que rodean al Cabo de Hornos, incluso la que se conoce bajo la denominación de Tierra del Fuego, hallándose justificada aquella poseción por el «derecho del primer ocupante», por el «consentimiento de las principales potencias marítimas de Europa» y por la «adyacencia de estas islas al Continente que formaba el Virreynato de Buenos Aires, de cuyo Gobierno dependían». Por esta razón, habiendo entrado el Gobierno de la República en la «sucesión de todos los derechos que tenía sobre estas provincias la antigua metrópoli», y de que gozaban sus vireyes, ha seguido ejerciendo actos de dominio en dichas islas, sus puertos y costas a pesar de que las circunstancias no han permitido ahora dar a aquella parte del territorio de la República, la atención y cuidados que su importancia exige, pero siendo necesario no demorar por más tiempo las medidas que pueden poner a cubierto los derechos de la República, haciéndole al mismo tiempo gozar de las ventajas que pueden dar los productos de aquellas islas, y asegurando la protección debida a su población; el Gobierno ha acordado y decreta: (...)

### Protesta del representante argentino ante el gobierno británico por la ocupación de las islas
El 17 de junio de 1833 el ministro plenipotenciario de las Provincias Unidas del Río de la Plata ante el gobierno británico, Manuel Moreno, presentó una extensa protesta diplomática, enumerando los derechos de España y la sucesión argentina:

Resulta de lo espuesto que los títulos de la España á las Malvinas fueron su ocupación formal; su compra á la Francia por precio convenido; y la cesion ó abandono que de ellas hizo Inglaterra (ocupación derivativa) (...)

La propiedad se adquiere de derecho por una ocupación sin defecto: ella se conserva por una posesión continua. (Günthers Volkerleht.)
Esta ocupación española continuó entonces sin inquietud de parte de ningún poder; y es digno de notarse que en los tratados públicos que ocurrieron después entre Inglaterra y España, ninguna alusión o referencia se hace a aquellas islas, como que se considerase que la cuestión antigua estaba definitivamente transada (...)
Las Provincias Unidas sucedieron por consiguiente a España en los derechos que esta nación de que se separaba había tenido en aquella jurisdicción (...)
Protesta diplomática de la Argentina por la ocupación de las Malvinas en 1833.

### Declaraciones de Lord Palmerston en la prensa
El 27 de julio de 1849 los diarios británicos Times y Daily News publicaron artículos en donde reproducían declaraciones atribuidas al primer ministro, Lord Palmerston, asegurando que la disputa estaba resuelta a favor del Reino Unido, por la aquiescencia de Argentina. Cuatro días después, el ministro plenipotenciario argentino en Londres, Manuel Moreno, en una protesta formal, rechazó expresamente la posibilidad de considerar la prescripción.
La carta del ministro plenipotenciario argentino en Londres, Manuel Moreno dice:

(...) En consecuencia de esto, porque el silencio de esta delegación no se tome alguna vez por confirmación de la errónea aserción que el Gobierno de Buenos Aires y Confederación Argentina nunca ha consentido en el despojo de su soberanía en las islas Malvinas que hizo el Gobierno inglés en 1833; y que lejos de retirar su protesta del 17 de junio de aquel año, reiterada en la del 29 de diciembre de 1834 ha mantenido sus indisputables derechos a aquella posesión, por todos los medios que han estado en su poder, y constantemente ha declarado su justa queja por falta de satisfacción. (...) En este sentido han sido las órdenes que ha recibido y continúa recibiendo esta delegación, para vigilar este asunto, y si de algún tiempo a esta parte, la correspondencia no ha sido tan activa, esto es debido a estar la discusión casi agotada, y al estado de las relaciones desde la intervención; pero S.E. el vizconde Palmerston, en su alto saber, no ha podido sin duda equivocar la intermisión de la correspondencia con un consentimiento y aquiescencia tácita o expresa, que de ningún modo se ha dado por el gobierno argentino, a los actos a este respecto del gobierno de S.M.
Manuel Moreno

Hasta 1884, la Argentina no volvió a reclamar soberanía sobre las islas.
Lord Palmerston desmintió a los diarios en una nota oficial al ministro plenipotenciario Manuel Moreno, aseguró que había sido malinterpretado y aceptó que la falta de comunicaciones por parte de Argentina no podía interpretarse como aquiescencia:

(...) the reply which I was reported by some of the London Newspapers to have made by a question put to me by Mr. Baille in the House of Commons on the 27th of July, did not correctly describe the State of the question between the British Government (and) Buenos Aires respecting the Falkland Islands; and I have the honour to acquaint you that whatever the Newspapers may have represented me as having said on that occasion above referred to, I have always understood the matter in question to stand exactly in the way described by you in your letter.
La respuesta que algunos periódicos de Londres informaron haber dado a una pregunta que me dirigió el Sr. Baille en la Cámara de los Comunes el 27 de julio no describía correctamente el estado de la cuestión entre el Gobierno británico (y) Buenos Aires respecto a las Islas Malvinas; y tengo el honor de informarle que, independientemente de lo que los periódicos puedan haber representado que dije en esa ocasión antes mencionada, siempre he entendido que el asunto en cuestión es exactamente como usted lo describe en su carta.
Lord Palmerston

### Nuevo reclamo argentino
El 30 de mayo de 1884 el ministro argentino de Relaciones Exteriores, Francisco J. Ortiz, informa al ministro plenipotenciario británico en Buenos Aires que el gobierno del presidente Roca estaba delimitando sus territorios, que incluían las islas. Desde el 31 de julio de 1849 Argentina no reclamaba ante el Reino Unido. Siguen notas ese año y en 1885, aceptando el gobierno de Roca el arbitraje.

### Respuesta argentina a la negativa británica a realizar un arbitraje
El 20 de enero de 1888 el ministro de Relaciones Exteriores de la Argentina, Norberto Quirno Costa, envió una nota de respuesta al gobierno británico, expresando:

(...) La solución no puede depender de una sola de las partes, sobre todo cuando, como en el presente caso, el Gobierno de S.M.B. cerrando toda discusión, ni siquiera opta por los medios conciliatorios a que apelan las naciones para resolver controversias como la que nos ocupa y cuyos medios fueron insinuados en la nota de fecha 2 de enero de 1885 (...) que hoy como antes el gobierno argentino mantiene su protesta respecto a la ilegítima ocupación de las islas Malvinas, que no abandona ni abandonará sus derechos a esos territorios y que en todo tiempo, hasta que le sea hecha justicia, los considerará como parte integrante del dominio de la República Argentina, fundado en la prioridad del descubrimiento, en la prioridad de la ocupación, en la posesión iniciada y ejercida, en el reconocimiento tácito y explícito y en la adquisición por tratado de estos títulos que pertenecían a España.

### Fundamentación de los derechos argentinos de 1979
En 1979 el Ministerio de Relaciones Exteriores y Culto argentino emitió un documento expresando:

1. La soberanía española de las islas, derivada de la concesión pontificia y de la ocupación de territorios en el Atlántico Meridional que Gran Bretaña reconoció al comprometerse a no navegar ni comerciar en los mares del Sur (Tratados de 1670, 1713 y subsiguientes).
2. La posesión efectiva de Puerto Soledad desde 1764 ―como sucesora de Francia― hasta 1811, la cual a partir de 1774 fue una ocupación exclusiva de todo el archipiélago, acreditado mediante múltiples actos de soberanía y confirmada por la aceptación de todas las naciones.
3. El compromiso británico de evacuar Puerto Egmont ―como se hizo en 1771― y el nuevo acuerdo en España de no establecerse en las costas orientales u occidentales de América meridional, ni en las islas adyacentes (1790).
4. La incorporación de las Malvinas al gobierno y, por tanto, al territorio de la provincia de Buenos Aires, resuelta por España en 1766 y mantenida luego sin alteración alguna.
5. La continuidad jurídica de la República Argentina con respecto a todos los derechos y obligaciones heredados de España.
6. La ocupación pacífica y exclusiva del archipiélago por Argentina ―la provincia de Buenos Aires― desde 1820 hasta el 2 de enero de 1833, en que sus autoridades fueron desalojadas por la fuerza.
7. El traspaso hecho por España a la República Argentina, mediante el tratado del 21 de septiembre de 1863 «de todas las provincias mencionadas en su constitución federal vigente, y de los demás territorios que legítimamente le pertenecen o en adelante le pertenecieren».

## Alegación argentina basada en eluti possidetis iuris
El uti possidetis iuris (del latín, ‘como poseías de acuerdo al derecho, poseerás’) es un principio de derecho internacional reconocido y aplicado en todo el mundo, que Simón Bolívar propuso aplicar como punto de partida para delimitar las fronteras entre los estados americanos que se independizaron de España. Con base en este principio, los nuevos países pretendían conservar el territorio poseído por las colonias españolas al año 1810, momento de la deslegitimación de la monarquía española, y cuya administración desapareció tras las guerras de independencia hispanoamericana. Este principio fue reconocido por la mayoría de los nuevos estados hispanoamericanos mediante tratados entre ellos, pero fue rechazado por muchos países, entre ellos el Reino Unido.
De acuerdo a la posición argentina, el principio del uti possidetis iuris le otorga derechos sobre todos los territorios que constituían hasta el 25 de mayo de 1810 el Virreinato del Río de la Plata, al considerarse como estado sucesor de los derechos de España sobre ese virreinato.
El Estado argentino fue reconocido el 9 de julio de 1859, cuando aún Argentina estaba dividida en dos partes (la Confederación Argentina y el Estado de Buenos Aires), fecha en que la reina Isabel II de España reconoció mediante un tratado la soberanía e independencia argentina:

Artículo 1. Su Majestad Católica reconoce como nación libre, soberana e independiente a la República o Confederación Argentina, compuesta de todas las Provincias mencionadas en su Constitución federal vigente, y de los demás territorios que legítimamente le pertenecen o en adelante le pertenecieren; y usando de la facultad que le compete con arreglo al decreto de las Cortes Generales del Reino de 4 de diciembre de 1836, renuncia en toda forma y para siempre, por sí y sus sucesores, la soberanía, derechos y acciones que le correspondían sobre el territorio de la mencionada República.
Tratado de Reconocimiento, Paz y Amistad celebrado entre la Confederación Argentina y España

El reconocimiento quedó consignado en el tratado que firmaron los ministros plenipotenciarios de España, Saturnino Calderón Collantes, y de la Confederación Argentina, el embajador en Francia Juan Bautista Alberdi. El tratado fue ratificado por el Congreso argentino y las ratificaciones fueron canjeadas en Madrid el 27 de junio de 1860. De esta forma, España renunció formalmente a todos los derechos que había poseído sobre el territorio del Virreinato del Río de la Plata que el Estado argentino consideraba que legítimamente le pertenecía, incluyendo implícitamente a las Islas Malvinas, las cuales no fueron nombradas en el tratado como tampoco ningún otro territorio, pero que eran reclamadas activamente por la Argentina desde 1833 como parte del territorio heredado de España.
Luego de la reunificación argentina, el tratado volvió a ser ratificado el 21 de septiembre de 1863.
Por último, y así bajo estas formas legales, España incorpora también el derecho de uti possidetis iuris de 1810 como punto de partida para delimitar fronteras entre países latinoamericanos, sin embargo no lo hizo para suprimir la independencia de ningún territorio colonial, ni para demarcar fronteras en posesiones abandonadas por el Imperio español, ni para garantizar o pretender alcanzar a otros países fuera de él.

## La cuestión de las aguas jurisdiccionales

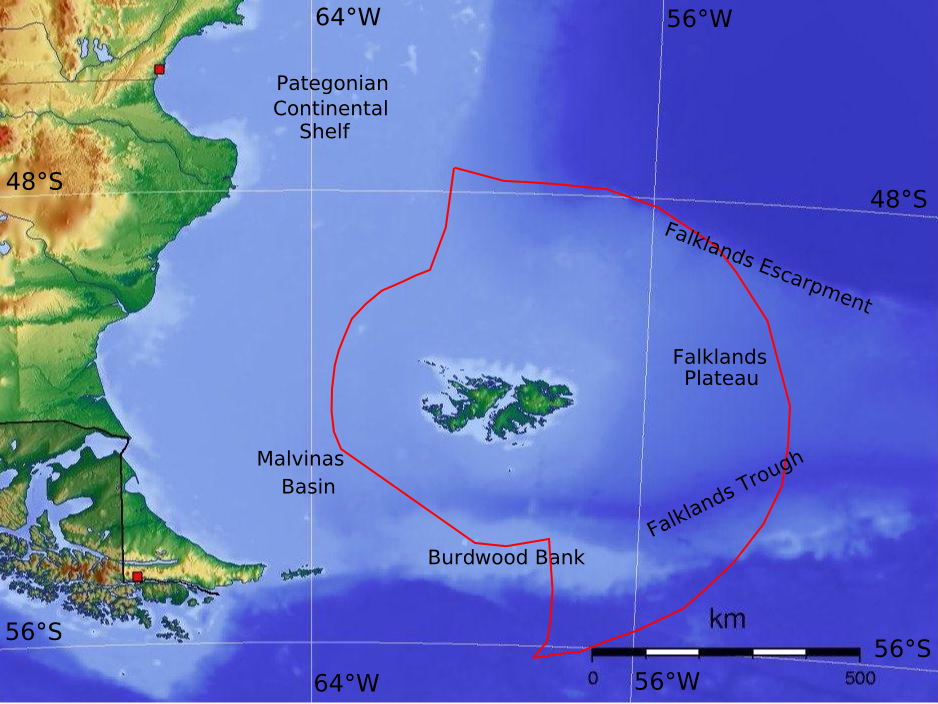
Mapa de la Zona de Conservación Externa de las islas Malvinas.

La República Argentina, basándose en el derecho internacional del mar vigente, reclama soberanía sobre los mares adyacentes a las Islas Malvinas, Georgias del Sur, Sandwich del Sur y las rocas Cormorán, Negra y Clerke.
La pesca es la principal fuente de riqueza en las Malvinas y representa un 60 % del PIB isleño. Esto se debe a que las islas del atlántico sur cuentan con algunos de los recursos pesqueros más importantes del mundo, que son el calamar, merluza, kril, algas, moluscos, cetáceos, abadejo, bacalao, entre otros. El Atlántico Sur se considera además una importante reserva ictícola, debido a que la depredación sistemática ha vaciado otros mares. De ahí que las flotas pesqueras del mundo entero están desplegadas allí, y sobre todo las de Asia (especialmente China) y la Unión Europea. En 2013, la industria pesquera malvinense tuvo un resultado final de 240 000 toneladas de pescado y el promedio era de 213 500 toneladas.
La Argentina ejerció su soberanía en la zona económica exclusiva en torno a Malvinas a partir de las 12 millas náuticas y hasta las 200 hasta el año 1982 sin que el Reino Unido, que no reclamaba esas aguas, objetara los actos administrativos, como la interdicción de buques extranjeros que pescaban ilegalmente en la zona.
Un acto de este tipo se produjo sobre el buque de investigación británico RRS Shackleton el 4 de febrero de 1976, cuando el destructor de la Armada Argentina ARA Almirante Storni efectuó disparos a su proa debido a que realizaba investigaciones sin autorización argentina a 80 millas de las islas Malvinas. El buque fue luego escoltado por el destructor y un avión hasta Puerto Stanley.
El 7 de abril de 1982 el Reino Unido estableció una Zona de Exclusión Militar de 200 millas de radio, con centro en un punto del estrecho de San Carlos a los 51°40′0″S 59°30′0″O / -51.66667, -59.50000. Finalizadas las hostilidades, el 23 de julio de 1982 estableció la Zona de Protección de las Malvinas centrada en el mismo punto del estrecho de San Carlos, pero con un radio de 150 millas. Estos actos de carácter militar impidieron que Argentina continuara ejerciendo el control de la pesca en esa zona a partir de entonces. Dado que el Reino Unido no reclamaba jurisdicción sobre esas aguas, sino que impedía la entrada de buques y aeronaves argentinas en ellas, muchos buques de otros países pescaron allí libremente.
El 29 de octubre de 1986, el Reino Unido reclama por primera vez una zona de pesca alrededor de Malvinas, la Falkland Islands Interim Conservation and Management Zone (Zona Interina de Conservación y Administración de las Islas Malvinas), que conservó los mismos límites que la Zona de Protección de las Malvinas, con la excepción de que el círculo estaba truncado en un sector del límite sudoeste en donde se solapa con la Zona Económica Exclusiva (ZEE) continental argentina, reservándose el derecho a ejercer su soberanía partir de las líneas de base costeras y hasta las 200 millas marinas, incluyendo el lecho y subsuelo de la plataforma submarina. A partir de entonces, el Reino Unido concedió licencias a buques de diferentes banderas para pescar en la zona.
En 1990 la Argentina y el Reino Unido efectuaron una declaración conjunta sobre pesquerías indicando que «nada será interpretado como un cambio de las posiciones de soberanía ni constituirá fundamento acerca de soberanía o jurisdicción».
En 1993 el Reino Unido proclamó también una zona marítima de 200 millas marinas alrededor de las islas Georgias del Sur y Sandwich del Sur.
El 22 de agosto de 1994, el Reino Unido creó la Falkland Islands Outer Conservation Zone (Zona de Conservación Externa de las Islas Malvinas), extendiendo unilateralmente su jurisdicción hasta las 200 millas náuticas de las líneas de base costeras excepto en las zonas solapadas con la ZEE continental argentina, donde definió unilateralmente los límites.
Esta nueva ampliación de la jurisdicción británica sobre aguas bajo control argentino motivó la reacción de este último gobierno, que manifestó que «continuará ejerciendo el control y la administración de la pesca, no reconocerá la validez de las licencias de pesca británicas y adoptará las medidas correspondientes» y así lo hizo el 25 de septiembre de 1995, cuando la corbeta ARA Granville de la Armada Argentina expulsó a ocho pesqueros españoles de las aguas al norte de las Islas Malvinas.
En la zona ampliada se captura la mayor parte del calamar illex, que se pesca en torno a Malvinas.
Entre el 15 y el 16 de marzo de 2004, el rompehielos ARA Almirante Irízar de la Armada Argentina permaneció dentro de la Falkland Islands Outer Conservation Zone para efectuar tareas vinculadas con la seguridad de la navegación y la identificación de embarcaciones pesqueras. Este hecho generó una protesta formal británica y una respuesta del gobierno argentino.
Una nueva cuestión ha surgido como consecuencia de la expiración del plazo que ambos países tenían para efectuar una presentación (13 de mayo de 2009) ante la Comisión de Límites de las Plataformas Continentales de las Naciones Unidas, señalando con estudios oceanográficos sus límites pretendidos en la plataforma continental de las islas. La Argentina realizó su presentación el 21 de abril de 2009, extendiendo su solicitud de reconocimiento de su soberanía sobre el lecho y subsuelo de la plataforma continental hasta una distancia máxima de 350 millas náuticas de las islas. El Reino Unido hizo su presentación el 11 de mayo de 2009.
El 16 de febrero de 2010 el gobierno argentino, a través del decreto 256/2010, y luego del inminente inicio de la explotación petrolífera por parte del Reino Unido, estableció que todo buque o artefacto naval que se proponga transitar entre puertos ubicados en el territorio continental argentino y puertos ubicados en las Islas Malvinas, Georgias del Sur y Sandwich del Sur, o atravesar aguas jurisdiccionales argentinas en dirección a estos últimos, y/o cargar mercaderías a ser transportadas en forma directa o indirecta entre esos puertos, deberá solicitar una autorización previa al gobierno argentino.
Dicho decreto inició una escalada de tensión diplomática.

## Las Malvinas en las Naciones Unidas

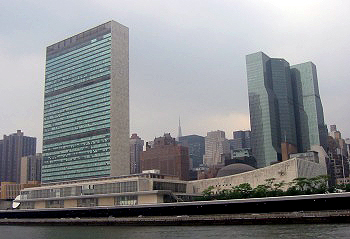
Sede de las Naciones Unidas en Nueva York

Según la Organización de las Naciones Unidas, el archipiélago es un territorio no autónomo, cuya potencia administradora es el Reino Unido, y cuya soberanía también es reclamada por Argentina. Es uno de los diecisiete territorios en la lista de territorios no autónomos bajo supervisión del Comité Especial de Descolonización de las Naciones Unidas.

### Historia
La primera reserva argentina en las Naciones Unidas sobre sus derechos en las Malvinas fue presentada el 23 de mayo de 1945, cuando se realizaba el debate sobre fideicomiso en la reunión de IV Comité de la Asamblea General de la Conferencia de San Francisco, previo a la fundación de la Naciones Unidas el 24 de octubre de ese año.

La delegación argentina formula la reserva de que la República Argentina en ningún caso acepta que el presente sistema de Fideicomiso pueda ser aplicado a/o sobre territorios pertenecientes a la Argentina ya sea que ellos estén sujetos a reclamo o controversia o estén en posesión de otros Estados.

En las dos primeras sesiones de la Asamblea General de las Naciones Unidas en 1946 Argentina expuso sus derechos inalienables a las Malvinas y que no reconocía la soberanía británica sobre ellas. El Reino Unido replicó no reconociendo la soberanía argentina sobre las islas.
De acuerdo a la Resolución 66/1 de la Asamblea General de la ONU del 9 de febrero de 1946 sobre “los pueblos que no han alcanzado aún una autonomía completa”, fue confeccionada una lista de territorios no autónomos, cuyo futuro depende del deseo de los habitantes de esos territorios, reconociéndoseles el derecho de autodeterminación.
El Reino Unido inscribió en 1946 a las islas en esa lista, en consecuencia, la ONU considera al Reino Unido como el «poder administrador» de las islas, obligado a someter regularmente los informes a que se refiere el artículo 73 (e) de la carta de la ONU. Se trata de informes relativos a las condiciones económicas, sociales y educacionales, que deben ser presentados al secretario general. La Argentina hizo reserva de sus derechos y los reitera cada vez que el Reino Unido presenta los informes. Entre 1947 y 1963 el gobierno argentino efectuó 28 reservas.
El 3 de noviembre de 1947 Argentina hizo una declaración en la ONU expresando:

La Delegación Argentina deja también constancia de que el nombre correcto de las islas mencionadas con el nombre Falkland en los informes del Reino Unido es Malvinas, lo cual se encuentra ampliamente justificado por numerosos antecedentes históricos vastamente conocidos, y que no es posible tergiversar ni destruir.

La Declaración sobre la concesión de la independencia a los países y pueblos coloniales, Resolución 1514 (XV), fue aprobada el 14 de diciembre de 1960:

5. En los territorios en fideicomiso y no autónomos y en todos los demás territorios que no han logrado aún su independencia deberán tomarse inmediatamente medidas para traspasar todos los poderes a los pueblos de esos territorios, sin condiciones ni reservas, en conformidad con su voluntad y sus deseos libremente expresados, y sin distinción de raza, credo ni color, para permitirles gozar de una libertad y una independencia absolutas.

6. Todo intento encaminado a quebrantar total o parcialmente la unidad nacional y la integridad territorial de un país es incompatible con los propósitos y principios de la Carta de las Naciones Unidas. (...)

El 28 de mayo de 1964 el representante británico ante las Naciones Unidas expresó: «Declarar que mi Gobierno no tiene duda alguna en cuanto a su soberanía respecto del territorio de las islas Falkland». Respuesta que desde entonces utiliza el Reino Unido para responder las declaraciones argentinas o favorables al punto de vista argentino.
El 16 de diciembre de 1965 la Asamblea General de la ONU aprobó la Resolución A/RES/2065 (XX). La resolución fue aprobada por 94 votos a favor, ninguno en contra y 14 abstenciones (Canadá, Dinamarca, Finlandia, Francia, Islandia, Países Bajos, Nueva Zelanda, Noruega, Portugal, Sudáfrica, Suecia, Reino Unido, Estados Unidos y Australia).

La Asamblea General,
 Habiendo examinado la cuestión de las Islas Malvinas (Falkland Islands),
 Teniendo en cuenta los capítulos de los informes del Comité Especial encargado de examinar la situación con respecto a la aplicación de la Declaración sobre la concesión de la independencia a los países y pueblos coloniales concernientes a las Islas Malvinas (Falkland Islands) y en particular las conclusiones y recomendaciones aprobadas por el mismo relativas a dicho Territorio,
 Considerando que su resolución 1514 (XV), de 14 de diciembre de 1960, se inspiró en el anhelado propósito de poner fin al colonialismo en todas partes y en todas sus formas, en una de las cuales se encuadra el caso de las Islas Malvinas (Falkland Islands),
 Tomando nota de la existencia de una disputa entre los Gobiernos de la Argentina y del Reino Unido de Gran Bretaña e Irlanda del Norte acerca de la soberanía sobre dichas Islas,
 1. Invita a los Gobiernos de la Argentina y del Reino Unido de Gran Bretaña e Irlanda del Norte a proseguir sin demora las negociaciones recomendadas por el Comité Especial encargado de examinar la situación con respecto a la aplicación de la Declaración sobre la concesión de la independencia a los países y pueblos coloniales a fin de encontrar una solución pacífica al problema, teniendo debidamente en cuenta las disposiciones y los objetivos de la Carta de las Naciones Unidas y de la resolución 1514 (XV) de la Asamblea General, así como los intereses de la población de las Islas Malvinas (Falkland Islands);
 2. Pide a ambos Gobiernos que informen al Comité Especial y a la Asamblea General, en el vigésimo primer período de sesiones, sobre el resultado de las negociaciones.
 1398a. sesión plenaria, 16 de diciembre de 1965.

La Argentina consiguió con la declaración que las Naciones Unidas tomaran injerencia en la Cuestión de las islas Malvinas, reconocieran «la existencia de una disputa de soberanía», supeditasen la solución del problema a negociaciones entre los dos países teniendo en cuenta los intereses de los isleños, dejando de lado el principio de libre determinación exigido por la Resolución 1514 (XV), pues no se pidió al Reino Unido que otorgase la independencia a las Malvinas o tenga en cuenta los deseos de los isleños.
El 18 de marzo de 1966 una circular informativa de la Secretaría General de las Naciones Unidas comunicó a los miembros de la ONU que a partir de esa fecha, la denominación de las islas en los documentos oficiales del organismo sería «Falkland (Malvinas)» en los documentos en inglés y «Malvinas (Falkland)» para los documentos en castellano.
La resolución fue ratificada en 1973 por la Resolución 3160 (XXVIII), con 116 votos a favor, 14 abstenciones y ninguno en contra.
En 1976 La Resolución 31/49 ratificó las anteriores y agregó:

(...) insta a las dos partes a que se abstengan de adoptar decisiones que entrañen la introducción de modificaciones unilaterales en la situación mientras las islas estén atravesando por un proceso recomendado en las resoluciones arriba mencionadas (...)

Ese agregado motivó a que el Reino Unido votara en contra, siendo aprobada por 102 votos, con 32 abstenciones.
Otras resoluciones similares fueron la Resolución 37/9 de la Asamblea General, con fecha 4 de noviembre de 1982 (37/9), aprobada por 90 países, con 12 votos en contra (Antigua y Barbuda, Belice, Dominica, Fiyi, Gambia, Islas Salomón, Malaui, Nueva Zelanda, Omán, Papúa Nueva Guinea, Reino Unido, Sri Lanka) y 52 abstenciones.
La Resolución reconoció que la guerra terminada 5 meses antes no alteró la vigencia ni la naturaleza de la disputa. Anualmente, la Asamblea General y del Comité Especial de Descolonización continúan pronunciándose en el mismo sentido.
Otras resoluciones:
- 1983: 38/12, con 87 votos a favor, 9 en contra (Belice, Dominica, Gambia, Malaui, Omán, Reino Unido, Nueva Zelanda, Islas Salomón, Sri Lanka), 54 abstenciones y 7 ausencias.[100]
- 1984: 39/6, con 89 votos a favor, 54 abstenciones y 9 en contra (Belice, Dominica, Gambia, Malaui, Omán, Reino Unido, Nueva Zelanda, Islas Salomón, Sri Lanka).[101]
- 1985: 40/21, con 107 votos a favor, 41 abstenciones y 4 en contra (Belice, Omán, Sri Lanka, Reino Unido).[102]
- 1986: 41/40, con 116 votos a favor, 34 abstenciones y 4 en contra (Belice, Omán, Sri Lanka, Reino Unido).[103]
- 1987: 42/19, con 114 votos a favor, 36 abstenciones y 5 en contra (Belice, Gambia, Omán, Sri Lanka, Reino Unido).[104]
- 1988: 43/25, con 109 votos a favor, 37 abstenciones y 5 en contra (Belice, Gambia, Omán, Sri Lanka, Reino Unido).[105]

En la actualidad, el reclamo argentino está respaldado ante la Organización de las Naciones Unidas por 130 países miembros, razón por la cual Argentina “exige que el Reino Unido deje de ignorar sus obligaciones como miembro de las Naciones Unidas”.

## La cuestión de la nacionalidad de los isleños

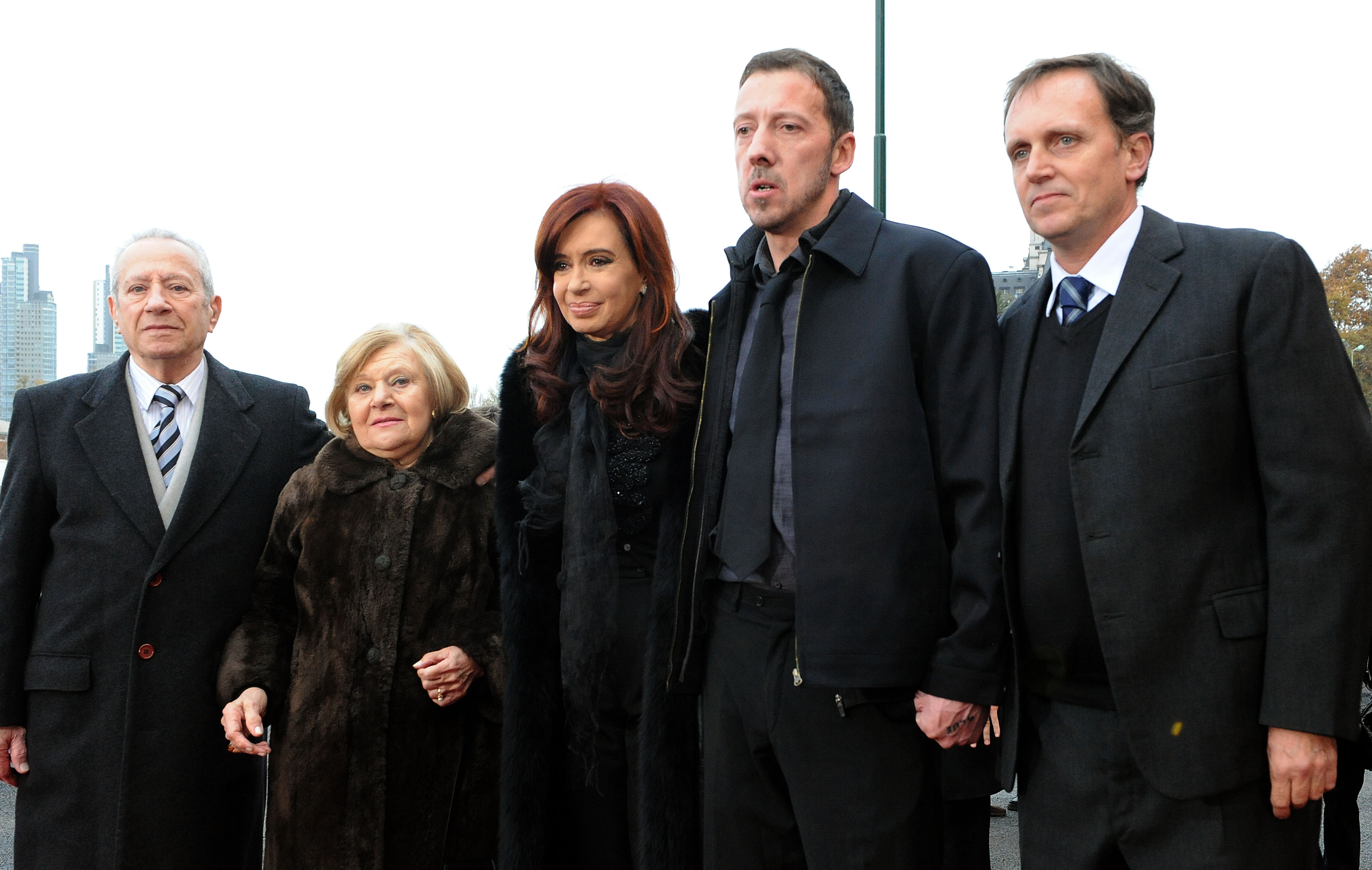
James Peck, isleño con documentación argentina. Fue el primer malvinense en inscribir su partida de nacimiento en Tierra del Fuego AIAS.

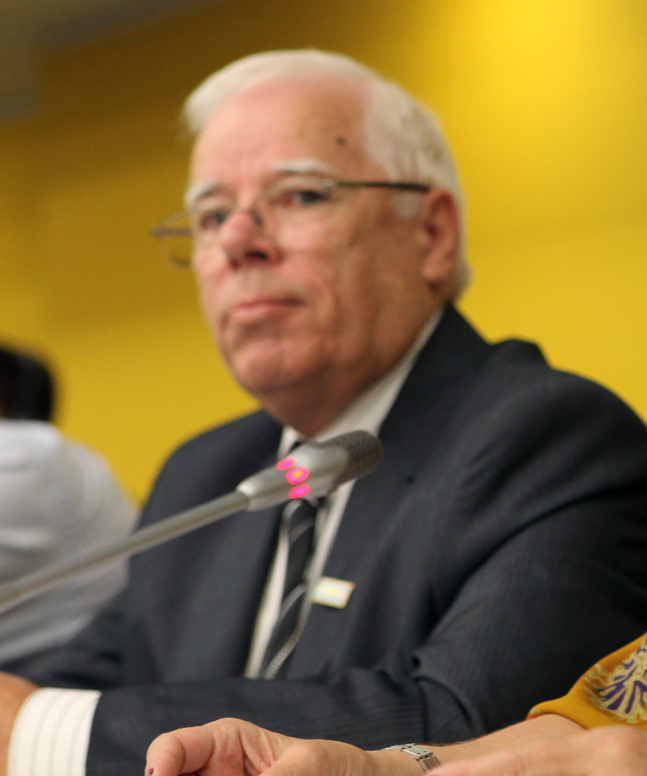
Alejandro Betts, malvinense con documentación argentina, en la ONU.

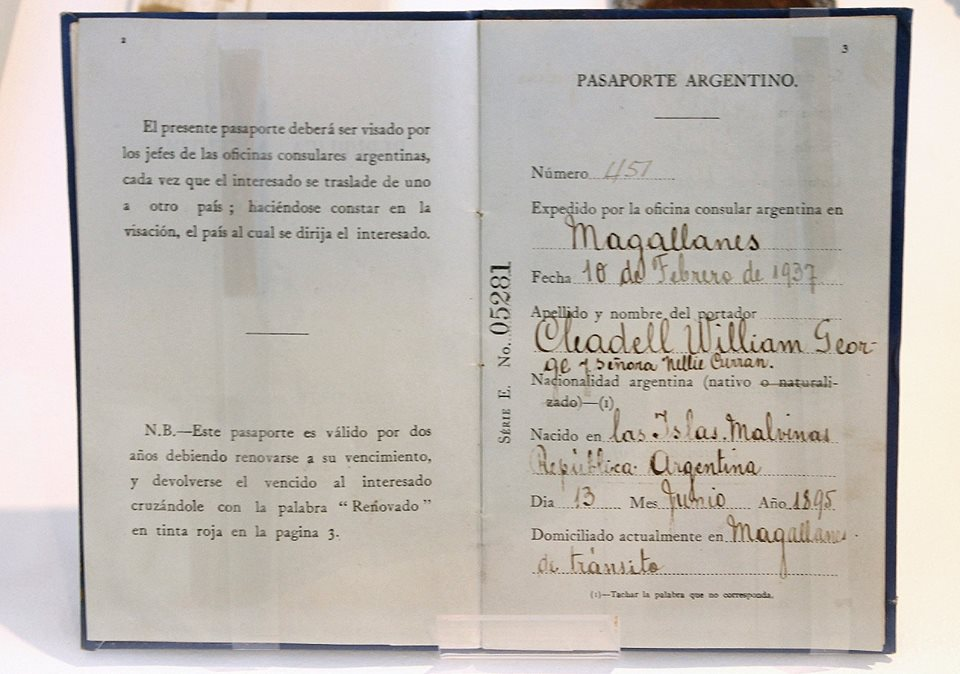
Pasaporte de William George Gleadell, nacido en Malvinas en 1895, expedido en 1937 en el consulado argentino de Punta Arenas.

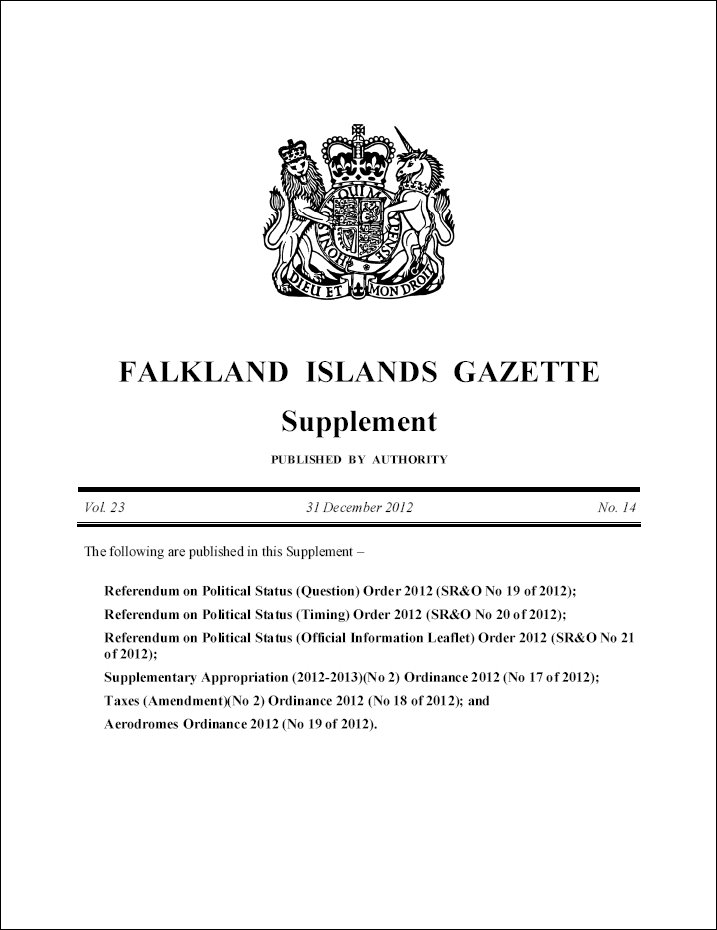
Publicación de la Falkland Islands Gazette del 31 de diciembre de 2012 donde aparece información sobre el referéndum.

### Según la Argentina
La disposición transitoria primera de la Constitución de la Nación Argentina establece desde 1994 que:

La Nación Argentina reclama su legítima e imprescriptible soberanía sobre las islas Malvinas, Georgias del Sur y Sandwich del Sur y los espacios marítimos e insulares correspondientes, por ser parte integrante del territorio nacional.
La recuperación de dichos territorios y el ejercicio pleno de la soberanía, respetando el modo de vida de sus habitantes, y conforme a los principios del Derecho Internacional, constituyen un objetivo permanente e irrenunciable del pueblo argentino.

Además, la ley nacional argentina N.º 346 establece en su artículo 1: «Son argentinos: 1.- Todos los argentinos nacidos o que nazcan en el territorio de la República, sea cual fuere la nacionalidad de sus padres (...)» (principio de ius soli).
Por el art. 3 de la ley N.º 23.059: «Se declaran inválidas y sin ningún efecto jurídico las pérdidas o cancelaciones de la nacionalidad argentina (...)» (principio de nacionalidad perenne)
Por lo tanto para el gobierno argentino las personas nacidas en las Islas Malvinas, Georgias del Sur y Sandwich del Sur son argentinas. A pesar de que esos territorios sean considerados por Argentina como «ocupados ilegalmente por el Reino Unido», la ley reconoce que los nacidos allí, aunque sean ciudadanos de otro país, no pierden su ciudadanía natural argentina.

### Según el Reino Unido
Por el British Overseas Territories Act de 2002, cualquier persona que sea ciudadano de un territorio de ultramar británico es un ciudadano británico. Por lo que por el solo hecho de haber nacido en las islas, se es ciudadano británico.
Previamente, la British Nationality Act de 1983 establecía que los hijos de «ciudadanos de territorios dependientes británicos» no nacían británicos. Eran, igual que sus padres, «ciudadanos de territorios dependientes británicos»: una categoría especial, que no les daba derecho a vivir y trabajar en el Reino Unido. La British Nationality (Falkland Islands) Act de 1983 otorgó ciudadanía británica a los habitantes de las Malvinas.
La Constitución de las islas Malvinas, que entró en vigor el 1 de enero de 2009, da el derecho a la libre determinación de los isleños, diciendo que «todos los pueblos tienen el derecho a la libre determinación y en virtud de ese derecho determinan libremente su condición política y persiguen libremente su desarrollo económico, social y cultural y puede, para sus propios fines, disponer libremente de sus riquezas y recursos naturales, sin perjuicio de las obligaciones internacionales derivadas de la cooperación económica, basada en el principio de beneficio mutuo y el Derecho internacional...».
El 12 de junio de 2012, el gobierno de las islas Malvinas anunció que iba a celebrar un referéndum sobre el estatuto político de las Islas en el primer semestre de 2013. El referéndum se celebró durante los días 10 y 11 de marzo de 2013. De los 1672 ciudadanos con derecho a voto, participaron 1517, 1513 de los cuales votaron a favor del mantenimiento de la actual situación.

## Derecho a la autodeterminación y partes en la disputa

### Según la Argentina
Para la Argentina, los nativos de las islas son ciudadanos argentinos de pleno derecho que habitan una parte indivisible del territorio nacional que se encuentra ocupada ilegalmente por una potencia invasora, por lo tanto no puede aplicárseles el derecho de autodeterminación, sino que corresponde aplicar el principio de integridad territorial del estado. El párrafo sexto de la resolución 1514 (XV) de la Asamblea de la ONU, sancionada el 14 de diciembre de 1960, establece que «todo intento encaminado a quebrantar total o parcialmente [...] la integridad territorial de un país es incompatible con los propósitos y principios de la Carta de las Naciones Unidas». Luego, en la resolución 2353 (XXII), del 8 de enero de 1968, la Asamblea ratificó que «toda situación colonial que destruye total o parcialmente [...] la integridad territorial de un país es incompatible con los propósitos y principios de la Carta de las Naciones Unidas».
De esta forma, sólo hay dos partes en la disputa de soberanía: la República Argentina y el Reino Unido.
La Argentina considera que la Resolución 2065 (XX) insta a resolver la disputa a través de negociaciones, teniendo en cuenta los intereses y no los deseos de los isleños. De acuerdo con la resolución 1514 (XV) de 1960 de la Asamblea General de la ONU, la autodeterminación es la libre expresión de «la voluntad y el deseo» de los habitantes de un territorio sin autogobierno. La Argentina considera que no se reconoce derecho a la autodeterminación cuando se hace referencia a los intereses de colonos en las islas Malvinas y se recomienda que sean tenidos en cuenta por los dos países que se disputan la soberanía.
La República Argentina niega que corresponda a esa población, que considera artificialmente conformada, decidir a cuál de los dos países pertenece el territorio, considerando que los isleños no constituyen un pueblo colonizado, sino súbditos británicos implantados y, como tales, no pueden ser los árbitros de un conflicto en el cual el Reino Unido es parte.

### Según el Reino Unido
Para el Reino Unido, los nativos de las islas son ciudadanos británicos e inscribió a las islas en la ONU como «territorio no autogobernado» cuyo futuro depende del deseo de los isleños, otorgándoles el derecho de autodeterminación. De acuerdo con el artículo 1.º de la carta de la ONU, todo pueblo tiene el derecho de determinar libremente, sin interferencias externas, su estatus político, así como perseguir su desarrollo económico, social y cultural. Luego de la Segunda Guerra Mundial, se aceptó que los pueblos con identidad cultural y conciencia nacional eran acreedores al derecho de soberanía. Ese criterio se tradujo en un principio de derecho internacional: «La voluntad soberana de un pueblo colonizado extingue cualquier derecho que la metrópoli haya podido ganar mediante la colonización». Se trataba, en general de pueblos preexistentes, que habían sido sometidos por un poder extraño, lo cual según la Argentina no ocurre en las Malvinas, donde no hay una disputa sobre el estatus político entre la población colonial y la metrópoli.
Desde el final de la guerra de 1982, el Reino Unido se negó a tratar la cuestión de la soberanía, si ésta no se conformaba a los deseos de los habitantes de las islas.

### Decisión de la ONU
La Resolución A/RES/2065 (XX) no emplea las palabras "pueblo" ni "deseo", sino "población" e "intereses" de los habitantes de las Malvinas. Para las Naciones Unidas, la cuestión de las islas Malvinas es un problema de soberanía entre Argentina y el Reino Unido, excluyendo a los isleños como tercera parte en la disputa.
En ninguna de las más de 40 resoluciones de la Asamblea General y del Comité de Descolonización de la ONU ha reconocido la existencia de un pueblo separado en el territorio y, por ende, dichas resoluciones han seguido otro camino en cuanto a la manera de proceder a la descolonización de las islas Malvinas. La doctrina de las Naciones Unidas en cuanto a la manera de poner fin a la situación colonial de las Malvinas es la negociación entre la Argentina y el Reino Unido para la solución de la controversia de soberanía, teniendo en cuenta los intereses de la población de las islas. Cuando Gran Bretaña intentó incorporar una expresa mención al derecho de libre determinación en lo que posteriormente pasó a ser la Resolución A/RES/40/21, del 27 de noviembre de 1985, la Asamblea General de las Naciones Unidas lo rechazó de plano. La razón es simple: a diferencia de los casos comunes de colonialismo, es decir, de sojuzgamiento de un pueblo entero por la potencia europea, en el caso Malvinas se trata del desplazamiento de un joven Estado independiente de una parte de su territorio y de su población por la máxima potencia colonial de la época.
En Derecho Internacional, no toda comunidad humana establecida en un ámbito geográfico específico es titular del derecho de libre determinación. Por esa razón, distingue entre "pueblos" y "minorías", sean éstas nacionales, religiosas, lingüísticas, étnicas, etc. Mientras que los primeros son titulares del derecho de autodeterminación, las segundas no, aunque son titulares de un conjunto de derechos tendientes a garantizar y preservar sus identidades, pero en el marco territorial del Estado en el que habitan. También se distinguen los pueblos autóctonos, a quienes la "Declaración de las Naciones Unidas sobre los derechos de los pueblos indígenas", conforme a los artículos 4 y 46.1, les reconoce el derecho de libre determinación, pero únicamente en su faz interna. Tampoco basta con autoproclamarse "pueblo" y, por lo tanto, pretender ser titular del derecho de libre determinación. En este sentido se expidió la Corte Internacional de Justicia en el Asunto del Sahara Occidental que dijo:

59. La validez del principio de libre determinación, definido como la necesidad de tomar en cuenta los deseos libremente expresados de los pueblos, no se ve afectada por el hecho de que en ciertos casos la Asamblea General ha dejado de lado el requerimiento de consultar a los habitantes de un territorio determinado. Estos ejemplos están basados ya sea en la consideración de que cierta población no constituye un "pueblo" con derecho a la libre determinación, o en la convicción de que una consulta era totalmente innecesaria, en vista de circunstancias especiales.

Otro ejemplo es el de la cuestión de Gibraltar, en la cual la Asamblea General de las Naciones Unidas y el Comité de Descolonización negaron el principio de libre determinación de los pueblos a los gibraltareños en las resoluciones A/RES/2070 (XX) y A/RES/2353 (XXII). Asimismo, la Asamblea General de las Naciones Unidas rechazó también la autodeterminación de los pueblos a la población turca de Chipre del Norte en las resoluciones A/RES/2077 (XX) y A/RES/3212 (XXIX), al disponer que se debe respetar la integridad territorial de la República de Chipre.
Existen numerosos conflictos territoriales en el mundo y muchos son territorios habitados. Algunos de ellos llegaron a la Corte Internacional de Justicia. En estos conflictos, la Corte decidió la soberanía de tales territorios sobre la base de los títulos alegados por las partes, no por la nacionalidad o los deseos de los habitantes. En el caso "El Savador v. Honduras", entre 10.000 y 30.000 salvadoreños se encontraron del lado hondureño de la frontera trazada por el fallo. En el caso "Cameroon v. Nigeria", más de 100.000 nigerianos habitan un territorio que la Corte reconoció como camerunés. Lo mismo sucedió en el caso "Burkina Faso v. Niger". En todos estos conflictos internacionales, la Corte recordó a las partes la obligación de respetar los derechos de los habitantes de los territorios en disputa, pero nunca sometió su decisión judicial a la voluntad de tales habitantes.
Otro ejemplo pertinente es el de las Islas Ahvenanmaa o Åland. Cuando la población sueca, bajo soberanía finlandesa, planteó su libre determinación para integrarse a Suecia, la Sociedad de las Naciones decidió que tenga una amplia autonomía, pero bajo la soberanía de Finlandia.
Si ni la Asamblea General de las Naciones Unidas, ni su Comité de Descolonización han aplicado el principio de libre determinación de los pueblos a los habitantes de las islas Malvinas es precisamente porque han interpretado correctamente la aplicación de la Resolución 1514 (XV) al caso particular. Por un lado, la Asamblea General de las Naciones Unidas y el Comité de Descolonización tuvieron en cuenta el respeto a la integridad territorial de Argentina y, por el otro, al no constatar la existencia de un pueblo titular del derecho de libre determinación en la cuestión Malvinas.
Por todo lo expresado, es la Asamblea General de las Naciones Unidas y no la potencia colonial quien determina la manera de poner fin a una situación colonial y el máximo órgano representativo de la ONU nunca aplicó el principio de la autodeterminación a los actuales residentes en las islas. El modo de descolonizar quedó decidido en la Resolución A/RES/2065 (XX) y es mediante negociaciones pacíficas entre los gobiernos de Argentina y el Reino Unido.

## Ejercicios angloargentinos de búsqueda y salvamento en torno a las Malvinas
En 1999 por primera vez la Armada Argentina y la Marina Real Británica hicieron un ejercicio naval conjunto en aguas internacionales.
El SAREX 99 fue el primer ejercicio que ambas armadas realizaron desde el fin del conflicto armado en 1982. El ejercicio participaban helicópteros Sea King y aviones C-130 Hércules, desde la Base Aérea de Monte Agradable, fragatas del Tipo 23 o Duke Class HMS Somerset, HMS Dubmarton Castle además de la corbeta argentina ARA Parker y el aviso ARA Francisco de Gurruchaga.
Dieciocho meses antes de este operativo, un pesquero tuvo un accidente a unas 200 mn al este de Malvinas, pero no había un procedimiento común entre ambos países en ese aspecto. Luego de este incidente, ambos gobiernos crearon un procedimiento para salvar vidas en las aguas alrededor de Malvinas.
El ejercicio duró 4 días, y los primeros 2 días fueron dedicados a temas de comunicación. En el tercero la fragata británica HMS Somerset detectó un mensaje de ayuda de un buque accidentado llamado Libertad (simulado por la patrullera ARA Gurruchaga), que también lo detectó el centro de coordinación de rescate de Ushuaia y el centro de coordinación de rescate de las Malvinas, para coordinar el trabajo de la fragata HMS Somerset. Tras 90 minutos, un avión P-3 Orion de reconocimiento marítimo de la Armada Argentina junto con un C-130 Hércules de la Real Fuerza Aérea británica estaban ya sobre la escena, mientras que la corbeta ARA Parker se preparaba en la zona para asistir al buque, la fragata HMS Somerset y la corbeta ARA Parker pasaron juntas junto al buque Libertad (ARA Gurruchaga), mientras un Sea King sobrevolaba la zona.
El comandante del buque ARA Parker llevó a cabo la coordinación entre los buques, y entonces el Sea King pudo recoger a los 2 heridos y trasladarlos a Malvinas. Al día siguiente el ejercicio se repitió para que la ARA Parker coordinara la escena.

## La cuestión del petróleo en el área de las Malvinas
En 1991 el Gobierno británico autorizó una ley del Consejo de Malvinas para llamar a licitación para la prospección petrolera. El Gobierno argentino anunció en 1992 el plan petrolero llamado «Plan Argentina», que incluía 6 áreas de exploración en la zona en donde se superponen las 200 millas medidas desde la Patagonia y las 200 millas medidas desde las Malvinas, pero poco después fueron retiradas a solicitud británica.
El 17 de enero de 1994 la revista Oil & Gas Journal publicó un artículo en el que dos miembros del British Geological Survey anunciaban que en torno a las Malvinas podría haber un gran potencial de existencia de hidrocarburos.
Los primeros sondeos sísmicos, llevados adelante por las empresas GecoPrakla y Spectrum, sugirieron la posibilidad de reservas substanciales capaces de producir 500 000 barriles de petróleo por día en cuencas petroleras al sureste y al norte del archipiélago.
En el marco de la «política de seducción hacia los isleños» del presidente Carlos Menem, el 27 de septiembre de 1995 los cancilleres de ambos países firmaron en Nueva York una «Declaración Conjunta de Cooperación sobre actividades costa afuera en el Atlántico Suroccidental», referida a la exploración y explotación hidrocarburífera de las cuencas sedimentarias marinas de las Malvinas.
La declaración definió un «área especial» de cooperación de 21 000 km² de mar, dividida en dos mitades, una de las cuales se encuentra en la «Zona de Conservación Externa de las Islas Malvinas».
Una comisión conjunta llevó adelante la cooperación hasta su última reunión en julio de 2000. El 3 de octubre de 1995 el gobierno británico de las Malvinas licitó para exploración petrolera 44 000 km² de bloques marítimos al norte y al sureste de las islas, presentándose 40 empresas, pero sin dar participación alguna a la Argentina. El Reino Unido interpretó que la declaración conjunta lo obligaba a concertar solo en el «área especial», pudiendo licitar unilateralmente en todo el resto del área en disputa, por lo que Argentina rechazó esa interpretación. En 1996 fueron otorgadas 7 licencias para la cuenca norte, perforándose 6 pozos, 5 de los cuales revelaron la existencia de petróleo. El 27 de marzo de 2007 Argentina retiró la declaración conjunta. En 2008, los británicos licitaron 19 áreas y otorgaron licencias de explotación de hidrocarburos a las compañías Shell, Amerada Hess, Rockhopper Exploration, Lasmo, Falklands Oils & Gas, International Petroleum Corporation y Desire Petroleum, entre otras.
En febrero de 2010 las empresas Desire Petroleum y Rockhopper instalaron la plataforma petrolera «Ocean Guardian» a 160 km al norte de las Malvinas, pero los primeros resultados no fueron alentadores.
El 6 de mayo de 2010 Rockhopper Exploration anunció que había hallado petróleo.
Junto con sus aliados regionales, la Argentina lleva adelante una campaña diplomática realizando declaraciones en organizaciones internacionales para denunciar que el accionar británico viola las resoluciones de la ONU respecto de no innovar, logrando el cierre de los puertos de América del Sur a los barcos destinados a la exploración petrolera en las Malvinas.

## Restricciones argentinas a la navegación hacia las Malvinas
A raíz de la exploración hidrocarburífera llevada a cabo por el gobierno británico en el mar al norte de las Malvinas, el gobierno argentino promulgó el decreto N.º 256/2010, publicado el 17 de febrero de 2010, mediante el cual obliga a pedir autorización a todo buque que se dirija a las islas Malvinas, Georgias del Sur y Sandwich del Sur atravesando aguas argentinas. La medida tiende a impedir el abastecimiento de las plataformas petroleras desde territorio argentino y afecta la vinculación naval de las Malvinas desde Punta Arenas en Chile.

Artículo 1º — Todo buque o artefacto naval que se proponga transitar entre puertos ubicados en el territorio continental argentino y puertos ubicados en las islas Malvinas, Georgias del Sur y Sandwich del Sur, o atravesar aguas jurisdiccionales argentinas en dirección a estos últimos, y/o cargar mercaderías a ser transportadas en forma directa o indirecta entre esos puertos, deberá solicitar una autorización previa expedida por la autoridad nacional competente.

En los considerandos el decreto refiere:

Considerando:
 Que el Reino Unido de Gran Bretaña e Irlanda del Norte ocupa ilegítimamente las islas Malvinas, Georgias del Sur y Sandwich del Sur y los espacios marítimos e insulares correspondientes.
Que la persistencia de dicha ocupación se traduce en una controversia de soberanía que ha sido reconocida por la Organización de las Naciones Unidas, la Organización de los Estados Americanos y otros organismos internacionales.
Que el Reino Unido de Gran Bretaña e Irlanda del Norte mantiene su negativa a dar cumplimiento a las resoluciones 2065 (XX), 3160 (XXVIII), 31/49, 37/9, 38/12, 39/6, 40/21, 41/40, 42/19 y 43/25 de la Asamblea General de las Naciones Unidas en las que se reconoce la existencia de una disputa de soberanía referida a la «Cuestión de las islas Malvinas» y se insta a los gobiernos de la República Argentina y del Reino Unido de Gran Bretaña e Irlanda del Norte a que reanuden las negociaciones a fin de encontrar a la mayor brevedad posible una solución pacífica, justa y duradera de la disputa.
 Que también persiste el incumplimiento británico de la disposición de no innovar, establecida en la Resolución 31/49 de la Asamblea General de las Naciones Unidas, que se manifiesta en sucesivos episodios vinculados a la explotación de recursos naturales.

La Prefectura Naval Argentina fue encargada de efectuar las autorizaciones, reglamentando el decreto el 20 de abril de 2010.
Aunque en el artículo 10 del Tratado de Paz y Amistad entre Chile y Argentina de 1984 la República Argentina se comprometió a permitir el paso de naves desde y hacia el Estrecho de Magallanes siempre y bajo cualquier circunstancia,
Chile no ha presionado a la Argentina por su cumplimiento estricto en este específico tema pues en numerosos foros internacionales ha rechazado con su voto el accionar británico en lo que respecta a la prospección hidrocarburífera en torno a Malvinas por no respetar las resoluciones de la ONU respecto de no innovar en el área en litigio, amén de apoyar a la Argentina en la disputa.
Chile, al igual que los países del Mercosur, impide que atraquen en sus puertos buques con bandera del archipiélago en litigio, señalando el portavoz del gobierno, Andrés Chadwick, que: «...no podemos reconocer una nave con una bandera de un Estado o unas islas que, a juicio de Chile, no son Estado y no tienen jurisdicción».
Este cambio en la manera en que la región encaró el problema hizo eco en la prensa británica, proponiendo esta incluso que se aceptase la oferta que había expresado Hillary Clinton para ser ella una ayuda en la negociación entre las partes.

## Posición internacional
El 25 de junio de 1996, los países miembros del Mercosur: Argentina, Brasil, Paraguay y Uruguay, junto con Bolivia y Chile, manifestaron, en la Declaración de Potrero de los Funes, su expreso apoyo a los derechos argentinos de soberanía sobre las islas Malvinas, Georgias del Sur y Sandwich del Sur y los espacios marítimos circundantes. Este apoyo fue reiterado en la Declaración de Asunción el 15 de junio de 1999. El 1 de julio de 2008 los presidentes del Mercosur y de los estados asociados (los mencionados antes más Venezuela), reunidos en San Miguel de Tucumán, emitieron un comunicado reafirmando su respaldo a «los legítimos derechos de la República Argentina en la disputa de soberanía relativa a la cuestión de las referidas islas».
El 11 de marzo de 2008 el Consejo de Ministros de Relaciones Exteriores de la ALADI (Asociación Latinoamericana de Integración), declaró en Montevideo: «Reafirmamos nuestro respaldo a los legítimos derechos de la República Argentina en la disputa de soberanía referida como “Cuestión de las islas Malvinas”».
Los miembros de la ALADI son Argentina, Bolivia, Brasil, Chile, Colombia, Cuba, Ecuador, México, Paraguay, Perú, Uruguay y Venezuela.
El Grupo de Río se ha manifestado acerca de la Cuestión de las islas Malvinas desde 1993 y ha respaldado a la Argentina.
El 7 de marzo de 2008 los jefes de Estado y de Gobierno del Grupo de Río, reunidos en Santo Domingo, República Dominicana, reafirmaron su respaldo a los «legítimos derechos de la República Argentina en la disputa de soberanía con el Reino Unido relativa a la Cuestión de las islas Malvinas».
Los miembros del Grupo de Río son Argentina, Belice, Bolivia, Brasil, Chile, Colombia, Costa Rica, Cuba, Ecuador, El Salvador, Guatemala, Guyana, Haití, Honduras, México, Nicaragua, Panamá, Paraguay, Perú, República Dominicana, Uruguay y Venezuela. El Caricom es un miembro especial.
La Unión de Naciones Suramericanas (UNASUR) considera legítimos los derechos de Argentina en la disputa de soberanía con el Reino Unido.
Integran la UNASUR Argentina, Bolivia, Brasil, Chile, Colombia, Ecuador, Guyana, Paraguay, Perú, Surinam, Uruguay y Venezuela. El 26 de noviembre de 2010 los 12 países de la UNASUR declararon ilegal a la bandera colonial británica de las islas Malvinas, así como también a las explotaciones petroleras en torno a las islas:

Los Estados miembros de UNASUR (...) se comprometen a adoptar, de conformidad con el Derecho Internacional y sus respectivas legislaciones internas, todas las medidas susceptibles de ser reglamentadas para impedir el ingreso a sus puertos de los buques que enarbolen la bandera ilegal de las islas Malvinas.

Asimismo, se comprometen, en el marco de los acuerdos internacionales vigentes, a informar al Gobierno Argentino sobre aquellos buques o artefactos navales con derroteros que incluyan las islas Malvinas, Georgias del Sur y Sandwich del Sur con cargas destinadas a las actividades hidrocarburíferas y/o mineras ilegales en la plataforma continental argentina y de este modo prevenir o evitar que dichas actividades se consoliden.
En tal sentido, reafirman lo expresado en anteriores Declaraciones y reiteran su firme respaldo a los legítimos derechos de la República Argentina en la disputa de soberanía con el Reino Unido de Gran Bretaña e Irlanda del Norte referido a la Cuestión de las islas Malvinas (...)

La Cumbre de la unidad de América Latina y el Caribe que se realizó en Playa del Carmen, México, declaró por unanimidad el 23 de febrero de 2010 que «reafirman su respaldo a los legítimos derechos de la República Argentina en la disputa de soberanía con el Reino Unido de Gran Bretaña e Irlanda del Norte relativa a la Cuestión de las islas Malvinas». Participaron en la cumbre
Argentina, Belice, Bolivia, Brasil, Chile, Colombia, Costa Rica, Cuba, Ecuador, El Salvador, Guatemala, Guyana, Haití, México, Nicaragua, Panamá, Paraguay, Perú, República Dominicana, Uruguay, Venezuela, Antigua y Barbuda, Trinidad y Tobago, Granada, San Vicente y Granadinas, Santa Lucía, Jamaica, Bahamas, Barbados, Dominica, San Cristóbal-Nevis y Surinam,
mientras que Honduras estuvo ausente.
La República Árabe de Siria reconoce la soberanía y apoya la reclamación argentina sobre las Malvinas, mientras que Argentina apoya el reclamo sirio sobre los Altos del Golán, de acuerdo a lo expresado por su presidente el 2 de julio de 2010.
En una reunión de embajadores árabes con el canciller argentino el 1 de diciembre de 2010 en Buenos Aires, Siria, Libia y Túnez recibieron agradecimiento por su fuerte apoyo a la posición argentina sobre Malvinas.
Según una declaración conjunta el 13 de julio de 2010, la República Popular China reiteraba "su firme respaldo al reclamo de soberanía de la República Argentina en la Cuestión de las islas Malvinas, así como a reanudar las negociaciones con el objeto de alcanzar una solución pacífica y definitiva de dicha Cuestión, conforme a lo establecido en las resoluciones pertinentes de las Naciones Unidas".}}
El 27 de octubre de 2008 una delegación de Argelia «ratificó su apoyo a la posición argentina».
La Asamblea General de la Organización de los Estados Americanos ha aprobado anualmente desde 1982 una resolución, y desde 1993 una declaración, solicitando la reanudación de las negociaciones. Los 32 cancilleres de la OEA aprobaron «por aclamación» unánime durante el plenario de la 40.ª Reunión de Ministros de Relaciones Exteriores de la OEA en Lima, Perú, el 10 de junio de 2010 que la organización:

Reafirma la necesidad de que los Gobiernos de la República Argentina y del Reino Unido de Gran Bretaña e Irlanda del Norte reanuden, cuanto antes, las negociaciones sobre la disputa de soberanía, con el objeto de encontrar una solución pacífica a esta prolongada controversia».

El Comité Especial de Descolonización de las Naciones Unidas considera anualmente la Cuestión de las islas Malvinas. En su encuentro del 25 de junio de 2010 emitió una declaración expresando que el Comité:

Reitera que la manera de poner fin a la especial y particular situación colonial en la cuestión de las islas Malvinas es la solución pacífica y negociada de la controversia sobre soberanía entre los Gobiernos de la República Argentina y el Reino Unido de Gran Bretaña e Irlanda del Norte».

Los miembros del Comité Especial de Descolonización son:
Antigua y Barbuda,
Bolivia,
Chile,
China,
Congo,
Costa de Marfil,
Cuba,
Dominica,
Ecuador,
Etiopía,
Fiyi,
Granada,
India,
Indonesia,
Irán,
Irak,
Malí,
Nicaragua,
Papúa Nueva Guinea,
Rusia,
San Cristóbal y Nieves,
Santa Lucía,
San Vicente y las Granadinas,
Sierra Leona,
Siria,
Timor Oriental,
Túnez,
Tanzania y
Venezuela.
En la Declaración de Buenos Aires del 20 y 21 de febrero de 2008, la Cumbre de Países Suramericanos y Países Árabes pidió «reanudar las negociaciones a fin de que se encuentre, a la mayor brevedad posible, una solución justa, pacífica y duradera de la disputa de soberanía a la que se refiere la cuestión de las islas Malvinas».
Participaron de la cumbre:
Argentina,
Arabia Saudita,
Argelia,
Baréin,
Bolivia,
Brasil,
Catar,
Chile,
Colombia,
Comores,
Yibuti,
Ecuador,
Egipto,
Emiratos Árabes Unidos,
Guyana,
Irak,
Jordania,
Kuwait,
Líbano,
Libia,
Marruecos,
Mauritania,
Omán,
Palestina,
Paraguay,
Perú,
República Árabe Siria,
Somalia,
Sudán,
Surinam,
Túnez,
Uruguay,
Venezuela y
Yemen.
La Declaración Final de la VII Reunión de los Estados Parte de la Zona de Paz y Cooperación del Atlántico Sur (ZPCAS),
emitida en Luanda, Angola, el 19 de junio de 2007, instó también a reanudar conversaciones.
La ZPCAS está integrada por:
Angola,
Argentina,
Benín,
Brasil,
Cabo Verde,
Camerún,
República del Congo,
República Democrática del Congo,
Costa de Marfil,
Gabón,
Gambia,
Ghana,
Guinea,
Guinea-Bissau,
Guinea Ecuatorial,
Liberia,
Namibia,
Nigeria,
Santo Tomé y Príncipe,
Senegal,
Sierra Leona,
Sudáfrica,
Togo y
Uruguay.
Las Cumbres Iberoamericanas, que reúnen a los jefes de Estado y de gobierno de los 22 estados de habla hispana y portuguesa de América Latina y Europa, han afirmado en varias ocasiones, como en 2007 en Santiago de Chile y en 2009 en Estoril, la necesidad de la reanudación de las negociaciones "a la brevedad posible" e "incluyendo el principio de integridad territorial".
La Cumbre América del Sur-África, llevada a cabo con la participación de 66 países en la isla de Margarita, Venezuela, declaró el 27 de septiembre de 2009:

Urgimos al Reino Unido de Gran Bretaña e Irlanda del Norte y a la República Argentina continuar las negociaciones con el propósito de encontrar, con carácter de urgencia, una solución justa, pacífica y definitiva a la disputa respecto de la soberanía de las islas Malvinas, Georgias del Sur y Sandwich del Sur y los espacios marítimos a su alrededor, de conformidad con las resoluciones de Naciones Unidas y de otras organizaciones regionales e internacionales pertinentes.
Declaración de Nueva Esparta

De acuerdo con interpretaciones británicas, los países de la Unión Europea habrían implícitamente apoyado al Reino Unido al suscribir los tratados de la Unión Europea que incluyen menciones a los territorios británicos de ultramar. El borrador de la Constitución Europea incluía a las Malvinas junto al resto de las dependencias de países de la Unión, como uno de los territorios a los que se aplicarían las disposiciones relativas a los «países y territorios de ultramar». Esa disposición se mantiene en el Tratado de Lisboa, firmado el 13 de diciembre de 2007, que listó en un anexo a las islas Malvinas, Georgias del Sur y Sandwich del Sur, y al Territorio Británico en la Antártida como pertenecientes al Reino Unido.
De acuerdo con la interpretación del gobierno argentino, los países de la Unión Europea se mantienen prescindentes respecto de la controversia de soberanía.
En abril de 2010 la Secretaría de Estado de los Estados Unidos, Hillary Clinton, confirmó que los Estados Unidos mediarían para que la Argentina y el Reino Unido se sentasen en una mesa a conversar. Unos días después el gobierno de Barack Obama llamó a las islas por su nombre en español.
En enero de 2012, el gobierno de Estados Unidos aseguró que la cuestión sobre las Islas Malvinas «es un asunto bilateral» entre Argentina y Reino Unido y alentó a que «ambas partes resuelvan sus diferencias a través del diálogo en canales diplomáticos normales».
El 5 de febrero de 2012, en el marco de la Cumbre de la Alianza Bolivariana para los Pueblos de Nuestra América (ALBA), celebrada en Caracas, Nicaragua, Cuba, San Vicente y Granadinas, la Mancomunidad de Dominica y Antigua y Barbuda se sumaron a la decisión de otros países latinoamericanos de impedir el ingreso a sus puertos de barcos con bandera de las Islas Malvinas.
En febrero de 2012 el presidente de Timor Oriental y premio nobel de la paz, José Ramos-Horta, manifestó su apoyo al reclamo de soberanía argentino.
En esos días también la OEA (Organización de los Estados Americanos) declaró su apoyo a la Argentina. Este organismo internacional está integrado por: Argentina, Bolivia, Brasil, Chile, Colombia, Costa Rica, Cuba, República Dominicana, Ecuador, El Salvador, Estados Unidos, Guatemala, Haití, Honduras, México, Nicaragua, Panamá, Paraguay, Perú, Uruguay, Venezuela, Barbados, Trinidad y Tobago, Jamaica, Granada, Surinam, Dominica, Santa Lucía, Antigua y Barbuda, San Vicente y las Granadinas, San Cristóbal y Nieves, Bahamas, Canadá, Belice y Guyana. Cabe destacar que algunos de estos países forman parte de la Mancomunidad de Naciones, encabezada por el rey del Reino Unido.
En 2015 los países del Sistema de Integración Centroamericana conformada por Guatemala, El Salvador, República Dominicana, Costa Rica, Honduras, Nicaragua, Panamá y Belice, respaldaron las reclamaciones argentinas sobre Malvinas.
En julio de 2023, después de una cumbre de jefes y jefas de Estado de la Unión Europea y la Comunidad de Estados Latinoamericanos y Caribeños, la Unión Europea emitió una declaración donde reconoció por primera vez el territorio como uno en disputa, refiriéndose a las islas con sus nombres argentinos y británicos al mismo tiempo.

## Negativa argentina a la creación de la diócesis católica de Tierra del Fuego
El 16 de noviembre de 1883 la Iglesia católica estableció a cargo de los salesianos la prefectura apostólica de la Patagonia Meridional, incluyendo en su jurisdicción a la Tierra del Fuego y a las Islas Malvinas. El prefecto José Fagnano fijó en 1887 su sede en Punta Arenas y desde el 19 de abril de 1888 dispuso de un sacerdote en las Malvinas, Patrick Diamond. El 4 de octubre de 1916 fue suprimida incorporando el sector argentino a la arquidiócesis de Buenos Aires, mientras que el sector chileno y las Malvinas formaron el vicariato apostólico de Magallanes e Islas Malvinas. El 27 de enero de 1947 el vicariato fue elevado a diócesis de Punta Arenas, dentro de la jurisdicción eclesiástica chilena. En 1952 la Santa Sede separó de esta diócesis, y de la jurisdicción chilena a las Malvinas, creado la prefectura apostólica de las Islas Malvinas, incluyendo en su territorio a las islas Georgias del Sur y Sandwich del Sur. La prefectura quedó bajo la jurisdicción de la Congregación para la Evangelización de los Pueblos como tierra de misión, sin ser incluida en ninguna conferencia episcopal.
El 10 de abril de 1961 la Santa Sede creó la diócesis de Río Gallegos por la bula Ecclesiarum omnium del papa Juan XXIII, señalando su jurisdicción sobre la provincia de Santa Cruz y el Territorio Nacional de la Tierra del Fuego, Antártida e Islas del Atlántico Sur, pero sin incorporar a la prefectura apostólica de las Islas Malvinas. La diócesis fue reconocida por el Estado argentino por ley N.º 15804 y decreto 4210/61 del 17 de mayo de 1961.
En 2008 la Santa Sede comunicó al Gobierno argentino su intención de crear la diócesis de Tierra del Fuego con el sector correspondiente a esa provincia de la diócesis de Río Gallegos, cumpliendo con el concordato firmado el 10 de octubre de 1966, que establece:

Artículo II. La Santa Sede podrá erigir nuevas circunscripciones eclesiásticas, así como modificar los límites de las existentes o suprimirlas, si lo considerare necesario o útil para la asistencia de los fieles y el desarrollo de su organización.
 Antes de proceder a la erección de una nueva Diócesis o de una Prelatura o a otros cambios de circunscripciones diocesanas, la Santa Sede comunicará confidencialmente al Gobierno sus intenciones y proyectos a fin de conocer si este tiene observaciones legitimas, exceptuando el caso de mínimas rectificaciones territoriales requeridas por el bien de las almas.
La Santa Sede hará conocer oficialmente en su oportunidad al Gobierno argentino las nuevas erecciones, modificaciones o supresiones efectuadas, a fin de que este proceda a su reconocimiento por lo que se refiere a los efectos administrativos. Serán también notificadas al Gobierno las modificaciones de los límites de las diócesis existentes.
Acuerdo entre la Santa Sede y la República Argentina

El Gobierno argentino intentó que la Santa Sede reconociera la soberanía argentina sobre las Malvinas incluyéndolas en la futura diócesis, para lo cual respondió con la pregunta sobre a qué diócesis quedarían incorporadas, a la de Río Gallegos o la de Tierra del Fuego. Como la Santa Sede mantuvo su posición neutral respondiendo que las Malvinas «no forman parte ni de la organización eclesiástica argentina, ni tampoco de la de Gran Bretaña», el Gobierno argentino no respondió formalmente sobre la aceptación de la nueva diócesis, paso sin la cual no puede crearse.
El 1 de agosto de 2008 la Santa Sede retiró el proyecto de creación de la diócesis.

## Diálogo sobre la soberanía
El 20 de septiembre de 2016 el presidente de Argentina Mauricio Macri anunció, al hablar ante la Asamblea General de las Naciones Unidas y ante la prensa internacional, que Reino Unido había aceptado iniciar el diálogo con Argentina sobre la soberanía de las Islas Malvinas, tal como lo mandan las resoluciones de la propia Naciones Unidas.

## Reivindicación histórica desde Uruguay

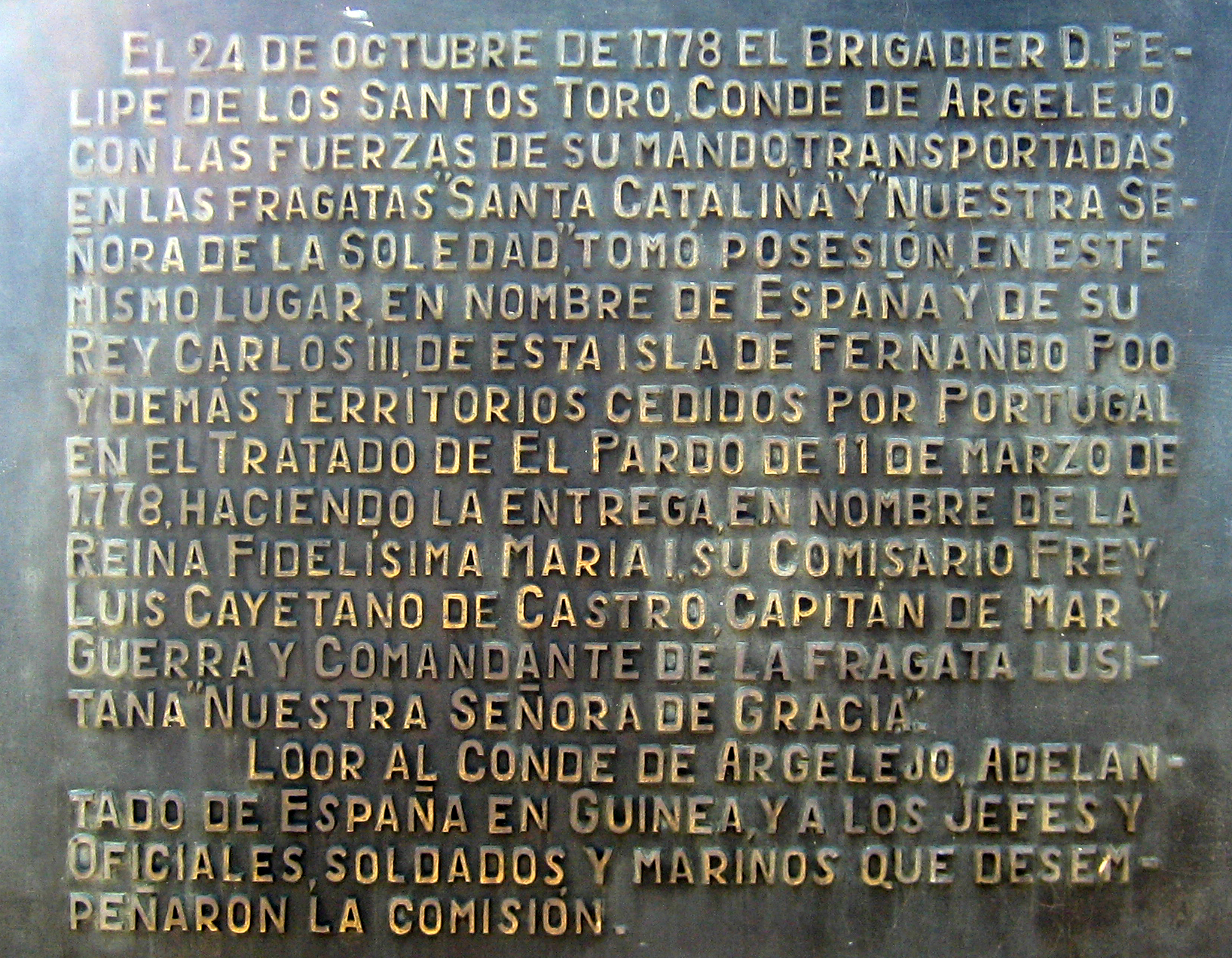
Placa conmemorativa de la expedición rioplatense que tomó posesión de la Isla de Fernando Póo, actual Guinea Ecuatorial.

Una tesis realizada por el arquitecto uruguayo Juan Ackermann y el ingeniero agrónomo uruguayo-argentino Alfredo Villegas en su libro Las Malvinas ¿son uruguayas? proponen el derecho de Uruguay sobre el territorio apoyándose primero en la posesión jurídica que tenía el puerto militar de Montevideo, perteneciente al Virreinato del Río de la Plata (del cual Argentina se independizó en 1816) a mediados del siglo XVIII, sobre el archipiélago de Malvinas, la isla de Tierra del Fuego, las costas patagónicas y la isla Fernando Poo, hoy territorio de Guinea Ecuatorial bajo el nombre de Bioko. Los autores fundamentan el derecho de Uruguay a reclamar el territorio en un tratado firmado entre Uruguay y España en 1841 donde el país mediterráneo cedió al país sudamericano las atribuciones que tenía el puerto militar de la ya capital uruguaya sobre el archipiélago del Atlántico Sur, desde el cual afirman que aún podría tener validez y en el cual, según los investigadores mencionados, se basó la elaboración de la Ley n.º 20.827 convalidado por el Senado argentino en 1974 que instaura el 22 de febrero como Día de la Antártida Argentina. Ackermann menciona que 17 años después de aquel tratado con Uruguay, España firmó otro similar con Argentina, pero negó que el país europeo entonces pudiera haber cedido a la Argentina los derechos, atribuciones y garantías que ya había dado al Uruguay. 
Sin embargo, Uruguay nunca ha reclamado derechos sobre las islas y de hecho apoya la reclamación argentina ante la ONU, aunque Ackermann sostuvo que sí podría hacerlo y Villegas sugirió que podría usar el tema para negociar con Argentina cuestiones comerciales o bilaterales. El expresidente de Uruguay, José Mujica, realizó un comentario sobre el reclamo argentino por las islas durante un acto celebrado en mayo ante el embajador argentino en Montevideo, Dante Dovena, diciendo que “en el reclamo (los uruguayos) no somos desinteresados. Después discutiremos si son argentinas o uruguayas. Al fin y al cabo, en la época de la colonia, las Malvinas se atendían desde el puerto de Montevideo. Vaya contradicción”. 
Ante esta posición, la reconocida historiadora y escritora uruguaya Ana Ribeiro descartó que Uruguay tenga argumentos de peso para sostener que las islas le pertenecen, algo que calificó como “ucrónico”, diciendo que “nunca fue reivindicado por la gente” y que “jamás un historiador puede mirar sólo un detalle”.